# Origini di Siracusa

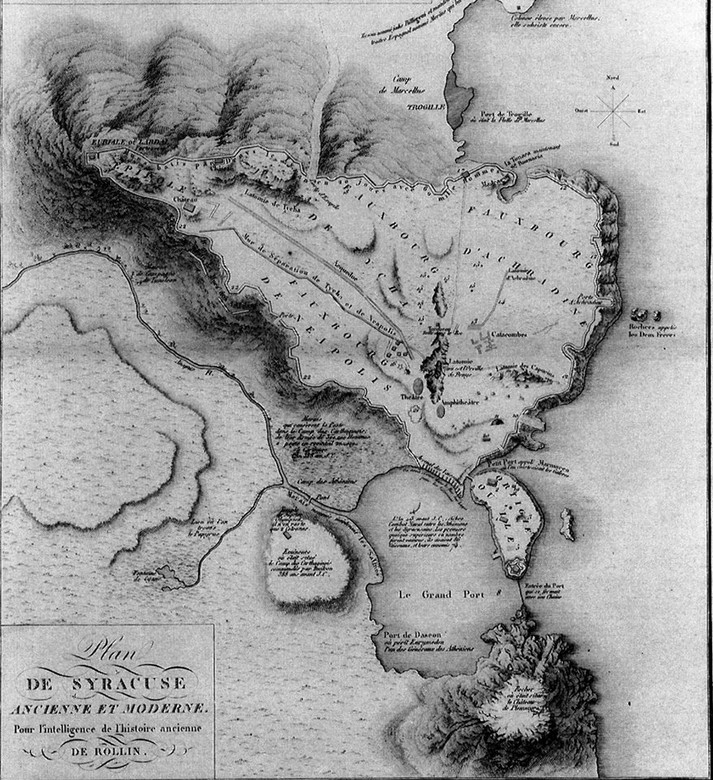
L'area fisica siciliana dove nacque Siracusa, disegnata da Charles Rollin

Le origini di Siracusa vengono fatte risalire dagli storici antichi allo stanziamento del primo nucleo abitativo nell'isola di Ortigia da parte dei coloni Corinzi guidati da Archia, un Bacchiade (e quindi un Eraclide) di cui parla la leggenda fondativa della polis. La storiografia moderna pone questo episodio e il successivo atto di fondazione nel 734 o nel 733 a.C., in linea con la collocazione proposta dallo storico greco Tucidide. La datazione più alta proviene dal Marmor Parium (un'iscrizione greca risalente alla metà del III secolo a.C.), che rinvia all'anno 758 a.C.. Lo storiografo Filisto propone invece il 756 a.C.. Strabone e Pausania il Periegeta forniscono la datazione più bassa, sostenendo la contemporaneità delle fondazioni di Siracusa, Sibari e Crotone e ponendo dunque la nascita della polis siciliana non prima del 720 a.C.
L'etimologia del toponimo Siracusa è di difficile interpretazione. È forse di origine sicula e significherebbe acqua salata, derivato da Syraka, idronimo di un'antica palude locale. I luoghi siracusani, decantati nei poemi epici classici, sono stati interessati sin dai tempi più remoti da insediamenti abitativi, come dimostrato dai numerosi resti archeologici ritrovati sul territorio. In breve tempo la polis di Siracusa crebbe, espandendosi e fondando tre subcolonie con funzione militare, site nella cuspide della Sicilia sud-orientale: Acre, Casmene ed Eloro (Kamarina verrà invece fondata solo nel 598 a.C.).

## Le prime attestazioni umane

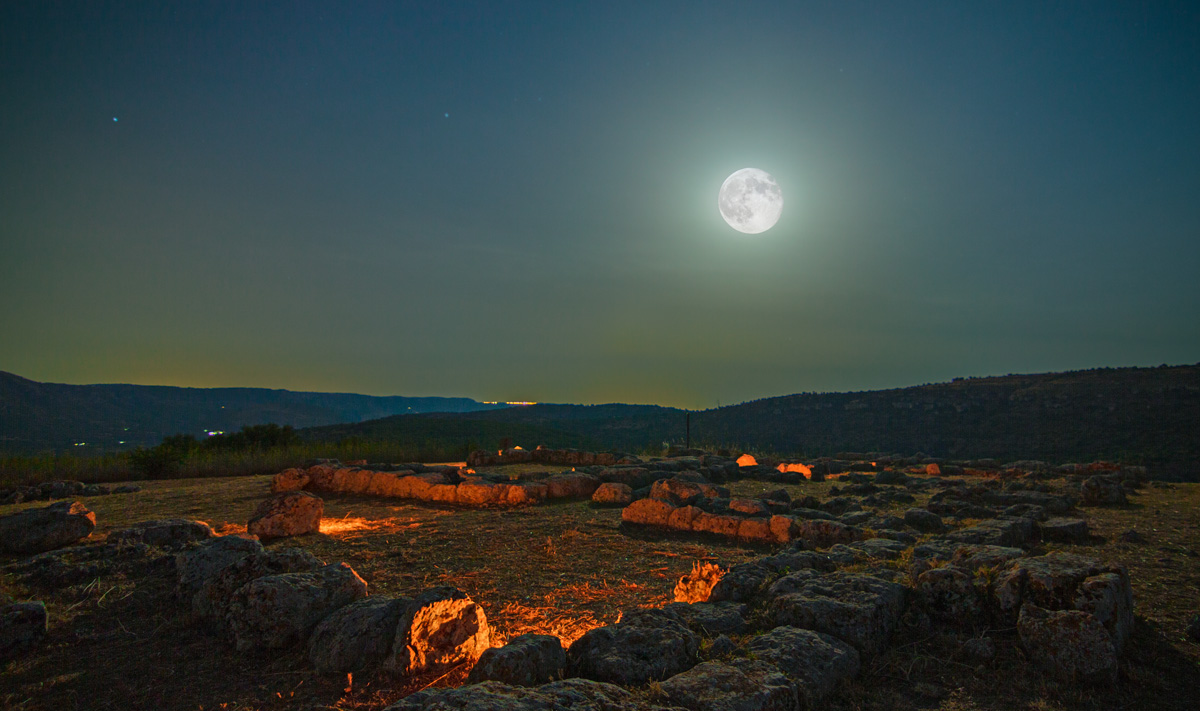
Il Palazzo del principe (Anaktoron) ripreso di notte presso Pantalica: la Necropoli più vasta del continente europeo - dichiarata dall'UNESCO Patrimonio dell'umanità - posta sulla Valle dell'Anapo. Si lega agli inizi della storia siracusana, poiché la sua fine coincide con l'approdo dei coloni provenienti da Corinto

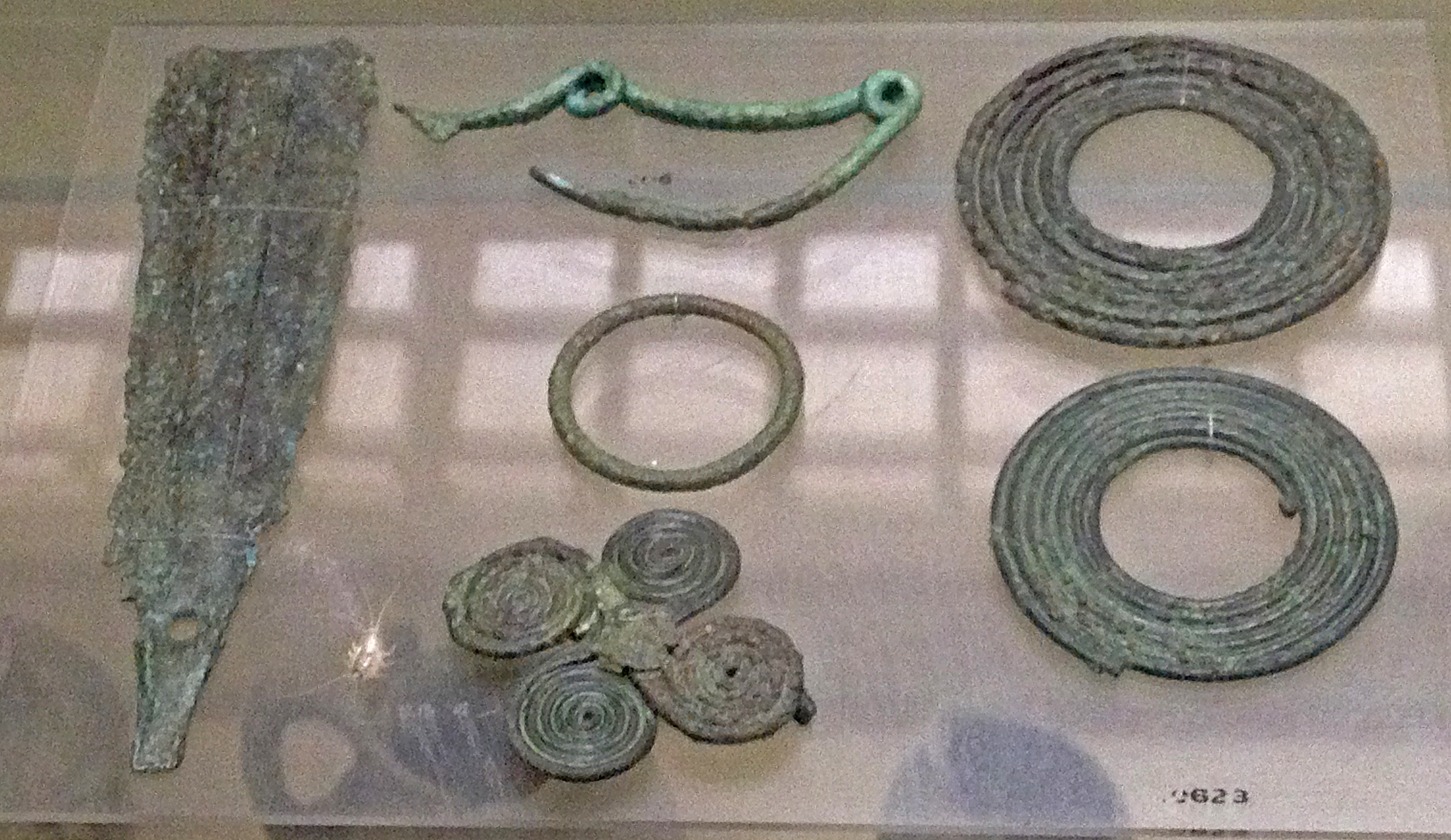
Corredo funerario dalla necropoli sud di Pantalica.

Le testimonianze relative alla preistoria dell'area sono poche. Le prime tracce umane risalgono al V millennio a.C. e sono riferibili ai villaggi trincerati di Stentinello, Matrensa, Ognina e Arenella, tutti prossimi a Siracusa. Per quanto riguarda l'area dell'attuale centro storico, sono riferibili all'epoca castellucciana (XXII-XV secolo a.C.) dei frammenti ceramici, finora i più antichi dell'area. È stata poi rinvenuta presso l'Ara di Ierone una tomba risalente al Medio bronzo (metà del XVI-inizi del XIII secolo a.C.), con all'interno cinque scheletri e un corredo funerario, con vasi della cultura di Thapsos e opere di importazione (vasi micenei e ciprioti, oltre ad un sigillo cilindrico di marca orientale). Un altro rinvenimento è relativo a una tomba risalente al Tardo bronzo (X-IX secolo a.C.), nei pressi dell'anfiteatro romano: nel corredo è presente ceramica geometrica del tipo "piumato", la stessa ritrovata anche a Ortigia, dove sarebbero sbarcati i coloni corinzi.
L'intera area di Siracusa, in maniera non uniforme, era quindi già da tempo abitata da popolazioni autoctone. A meridione sono stati rinvenuti la Necropoli del Plemmirio e il villaggio di Ognina, nel quale si è ritrovato (grazie agli scavi di Bernabò Brea) un raro esempio di tomba dell'età del bronzo, che collega la cultura siracusana a quella maltese. A settentrione si trova invece Thapsos, dove è stata rinvenuta una notevole quantità di reperti d'origine micenea, che confermano la presenza di un antico emporio commerciale gestito da indigeni e Micenei e mantenutosi sino all'arrivo dei colonizzatori.
Rilevanti sono anche altri siti, più distanti dal centro, ma comunque appartenenti all'area, tra i quali la Necropoli di Cassibile e Pantalica: l'estensione archeologica di quest'ultima l'ha portata ad essere considerata come "la Necropoli più grande d'Europa". La maggior parte di questi siti risale al tempo in cui i Siculi - popolo d'incerta origine - vi vennero ad abitare stabilmente, attorno al XV secolo a.C. Costoro fondarono numerosi centri e diffusero la loro cultura, che divenne egemone nell'isola, al punto che la storiografia narra di un mitico re Hyblon (il cui nome deriva dalla perduta città di Ibla), che avrebbe concesso a coloni greci provenienti da Megara Nisea di fondare una colonia sul suo territorio (che in onore della madrepatria e di quel re generoso verrà battezzata Megara Iblea):
(Tucidide, La guerra del Peloponneso, VI, 4, 1.)

## La Sicilia sud-orientale durante la "precolonizzazione"

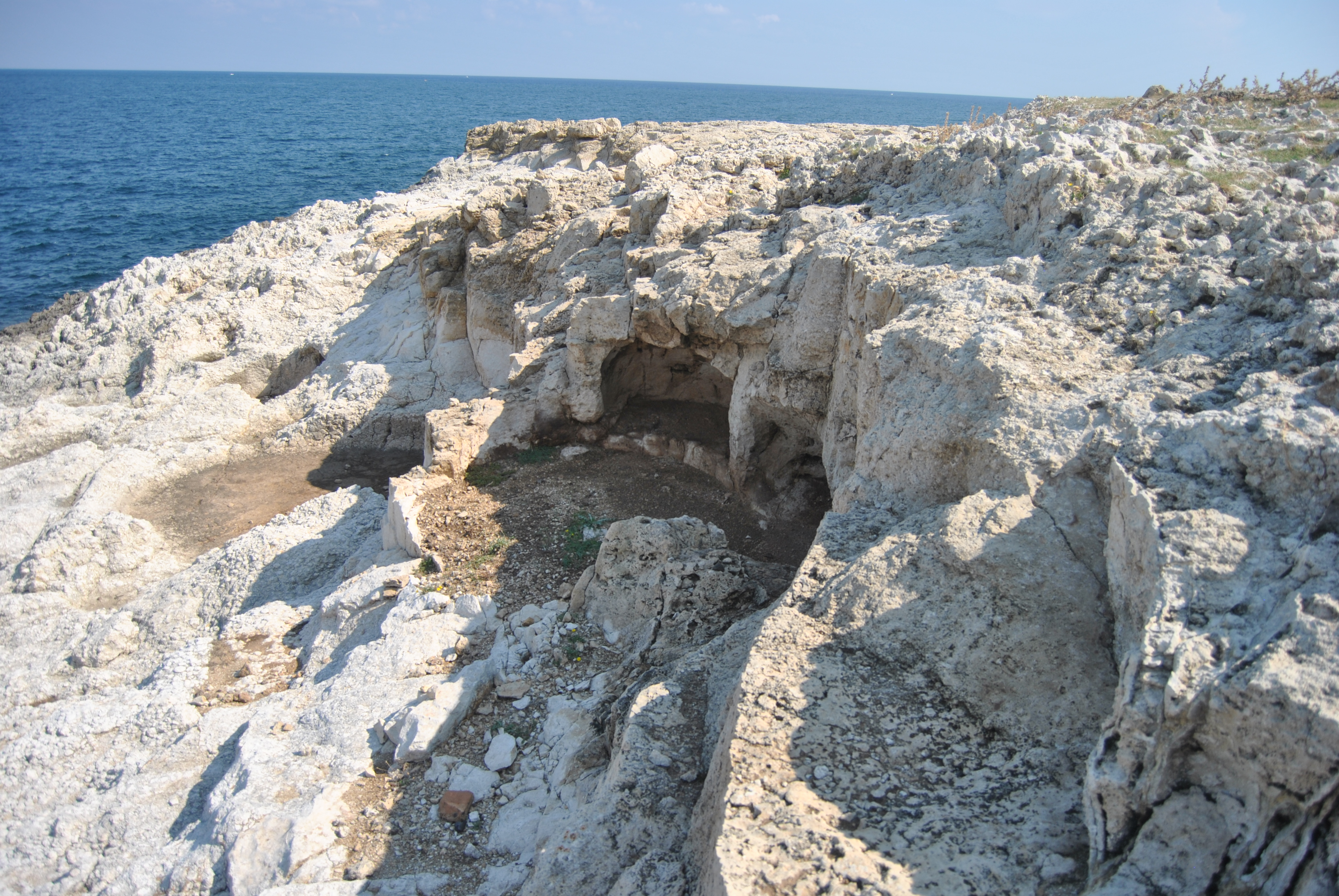
Una delle tombe di Thapsos: posta a nord di Siracusa, la località rappresenta una delle testimonianze più importanti del periodo pre-greco siciliano

È opinione diffusa tra gli studiosi che, prima dell'invio di contingenti greci sull'isola di Sicilia, vi sia stato un intenso rapporto commerciale, esplorativo e di analisi del territorio, volto a valutare l'opportunità di una vera e propria colonizzazione di popolamento. Tale teoria è supportata dall'archeologia, che ha rinvenuto (in Sicilia come in Italia) materiali d'origine greca in età arcaica, in particolare ceramica tardogeometrica di provenienza euboica, cicladica e corinzia.
Prove di una presenza greca a Siracusa precedente alla spedizione di Archia si sono trovate presso la cosiddetta necropoli del Fusco (in territorio urbano), dove è stato rinvenuto un ampio cratere (che ha dato il nome alla bottega detta «dei crateri del Fusco») risalente alla prima metà del VII secolo a.C. e proveniente con molta probabilità da Argo. Sempre nel medesimo luogo è stata ritrovata una delle due anfore d'origine greca definite come "le più antiche del Mediterraneo centrale", di provenienza cicladica. Alla base di queste frequentazioni ci sarebbero gli Eubei, i primi popoli egei a varcare il confine occidentale. Vi sono infatti testimonianze archeologiche della loro presenza sul territorio aretuseo: si pensi ad esempio all'importante ceramica ritrovata nell'entroterra siracusano a Castelluccio, tra Noto e Palazzolo Acreide. La precoce presenza euboica a Siracusa spiegherebbe, secondo diversi storici, l'anomalia di nomi siracusani come Ortigia e Aretusa, dall'alfabeto arcaico, che non mostrano affinità con i Corinzi ma piuttosto con quella sfera orientale ionico-euboica.
All'alba della colonizzazione e prossima fondazione, la situazione di Siracusa appariva dunque complessa, poiché i Greci stavano per insediarsi in un contesto interessato da cultura anelleniche di notevole rilevanza.

## La Siracusa pre-ellenica nei poemi epici

### Nell'Odissea
Nonostante il nome di Siracusa non venga mai citato espressamente nei testi di Omero, in uno dei poemi epici che gli vengono attribuiti, l'Odissea, sono stati notati vari passi che gli storici pensano possano contenere impliciti rimandi alla città siciliana. Il poema risulta in particolar modo importante perché, essendo considerato Omero il più antico dei grandi poeti greci, contiene utili riferimenti per la ricostruzione dell'assetto preellenico di Siracusa, nonché per l'identificazione tradizionale della Trinacria con la Sicilia. Una prima lettura critica di quanto scritto da Omero viene fornita dal poeta greco Esiodo che definisce Ortigia e l'Etna come luoghi omerici, sostenendo che la rotta di Ulisse e dei suoi compagni sia corrispondente a quella seguita dai marinai dell'Eubea che per primi esplorarono il Mediterraneo occidentale.
In epoca moderna sono state formulate altre tesi, sempre volte a identificare il bacino siracusano come luogo omerico:
- È stato ipotizzato che questo territorio fosse la prima patria di favolose popolazioni dell'isola, i Feaci e i Lestrigoni[29].
- Il grecista Giacomo Orazio Martorelli (1699-1777) ha sostenuto che l'espressione "isola del dio Sole", generalmente intesa come un epiteto dell'intera isola di Sicilia, dovesse essere riferita alla sola isola di Ortigia[30][N 5].

Ciononostante il passo più interessante per trovare un nesso tra Omero e un'arcaica Siracusa, studiato e sviluppato da più autori, si trova nel XV libro, dove Eumeo, esponendo le proprie origini, accenna all'esistenza di un luogo chiamato Siria, posto (secondo lui) più in alto rispetto ad Ortigia. Tale passo è stato da molti collegato, seguendo l'interpretazione di Eustazio di Tessalonica, ad una omonima isola di Ortigia, posta vicino Delo (nell'Egeo). Ma l'interpretazione di Eustazio è avversata dal fatto che le altre località presenti nel passo omerico in questione andrebbero tutte localizzate in Sicilia.
L'Ortigia siracusana sarebbe quindi connessa alla nascita e al tramonto del sole in conformità con la tradizione che la vorrebbe terra natia di Apollo e Artemide, gemelli degli astri. Sulla collocazione della mitica terra di Siria, forse il territorio su cui sorgerà Siracusa, non si è costituito tra gli storici moderni un netto consenso, tanto che si è ipotizzato si tratti di un luogo del tutto immaginario.
(Omero, Odissea, XV, 403-412, nella traduzione di Ippolito Pindemonte)

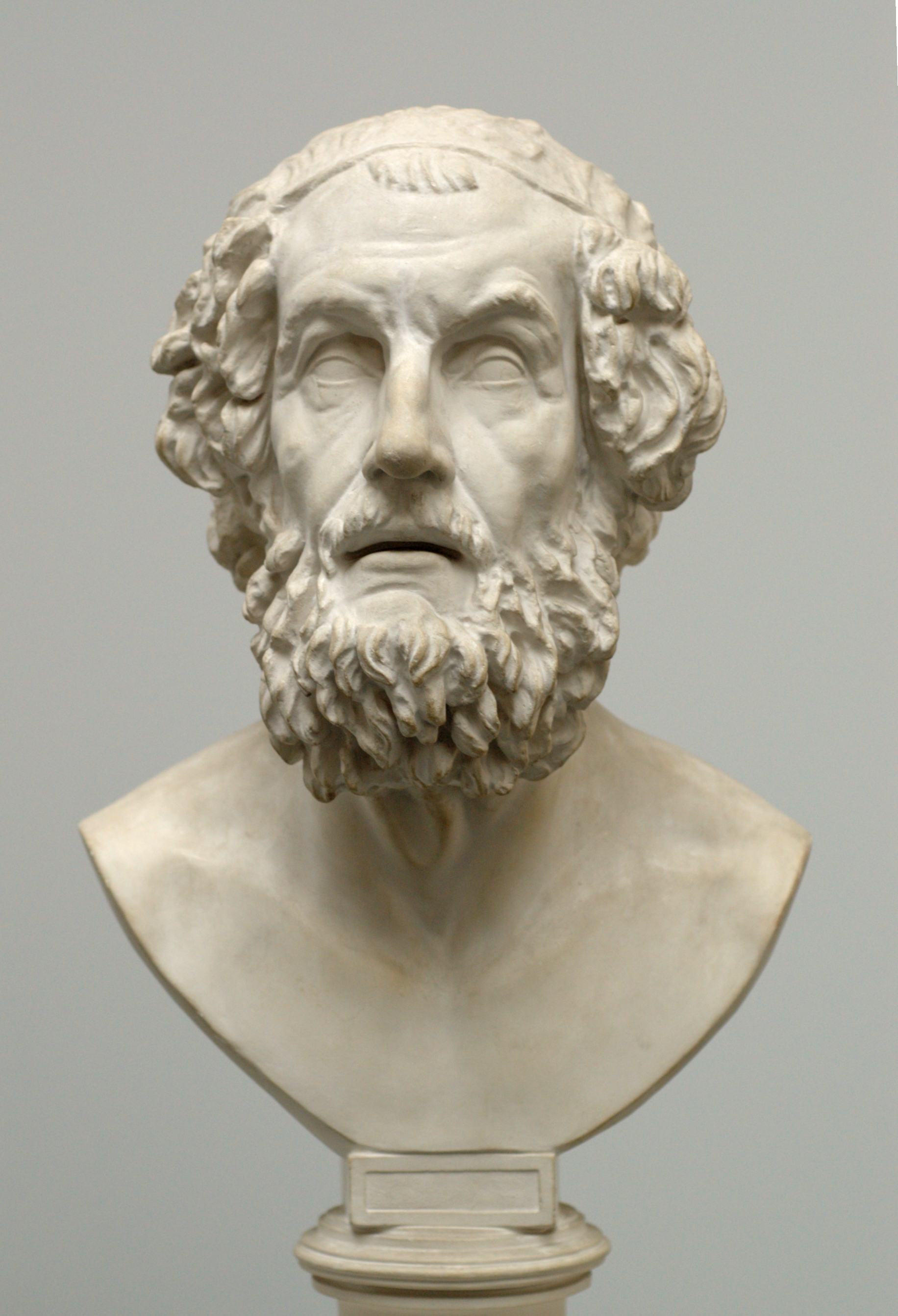
Busto moderno di Omero

Altro elemento che connette Ulisse al mondo protosiracusano è l'omonimia tra una fonte presente ad Itaca, patria del condottiero, e la celebre Fonte Aretusa, situata a Siracusa. Tra gli altri, lo scrittore inglese Samuel Butler ha valutato la possibilità di una Siracusa preistorica già esistente ai tempi di Omero:

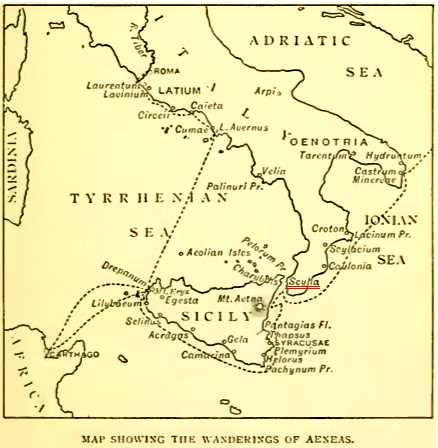
I luoghi siciliani descritti da Virgilio nell'Eneide, tra i quali ricordiamo quelli evidenziati lungo la costa dove sarebbe sorta Siracusa: Pantagias, Thapsus, Syracusae (ma l'Eneide nomina l'Ortygiam), Plemmyrium, Hylorus, Pachynum, località dopo la quale la flotta avrebbe proseguito il proprio tragitto veleggiando verso Camarina

( Samuel Butler, The Homer Anthology - The Odyssey, 1897.)

### Nell'Eneide
Scrive il poeta latino Virgilio nel libro III dell'Eneide:
(Virgilio, Eneide, III, vv. 688-700.)
L'Eneide narra le vicissitudini dell'eroe troiano Enea, avo del leggendario Romolo, il fondatore di Roma. Il suo autore, Virgilio, è attivo nel I secolo a.C., quindi molti secoli dopo Omero; quando pubblica il racconto delle origini romane, Siracusa e le sue sponde rappresentano un nome ormai ben noto al mondo greco-romano, mentre al tempo di Omero la Sicilia poteva dirsi ancora in parte sconosciuta.
Virgilio non nomina Siracusa, poiché ai tempi dell'eroe troiano non era ancora giunto il fondatore Archia sulle coste siciliane, ma nomina molti dei luoghi che la circondano e che, stando alla tramandata testimonianza, esistevano già al termine della guerra di Troia.
Enea, già noto ai miti greci, secondo Omero fondò un grande regno nella Troade, mentre secondo la versione più conclamata, ovvero quella virgiliana, fuggì via mare dall'Asia Minore per giungere nelle coste italiche del Lazio. Durante il suo tragitto costeggiò la Sicilia, ed è qui che la tradizione arcaica virgiliana nomina le future località siracusane. Enea con i suoi compagni incontrò presso l'Etna Achemenide, un compagno di Ulisse, che esortò i Troiani a fuggire dalla terra dei Ciclopi e li supplicò di portarlo in salvo con loro. Achemenide condusse così i Troiani nei nascenti luoghi siracusani, poiché sostenne di conoscerli, in quanto già una volta aveva attraversato quelle rotte in compagnia di Ulisse.

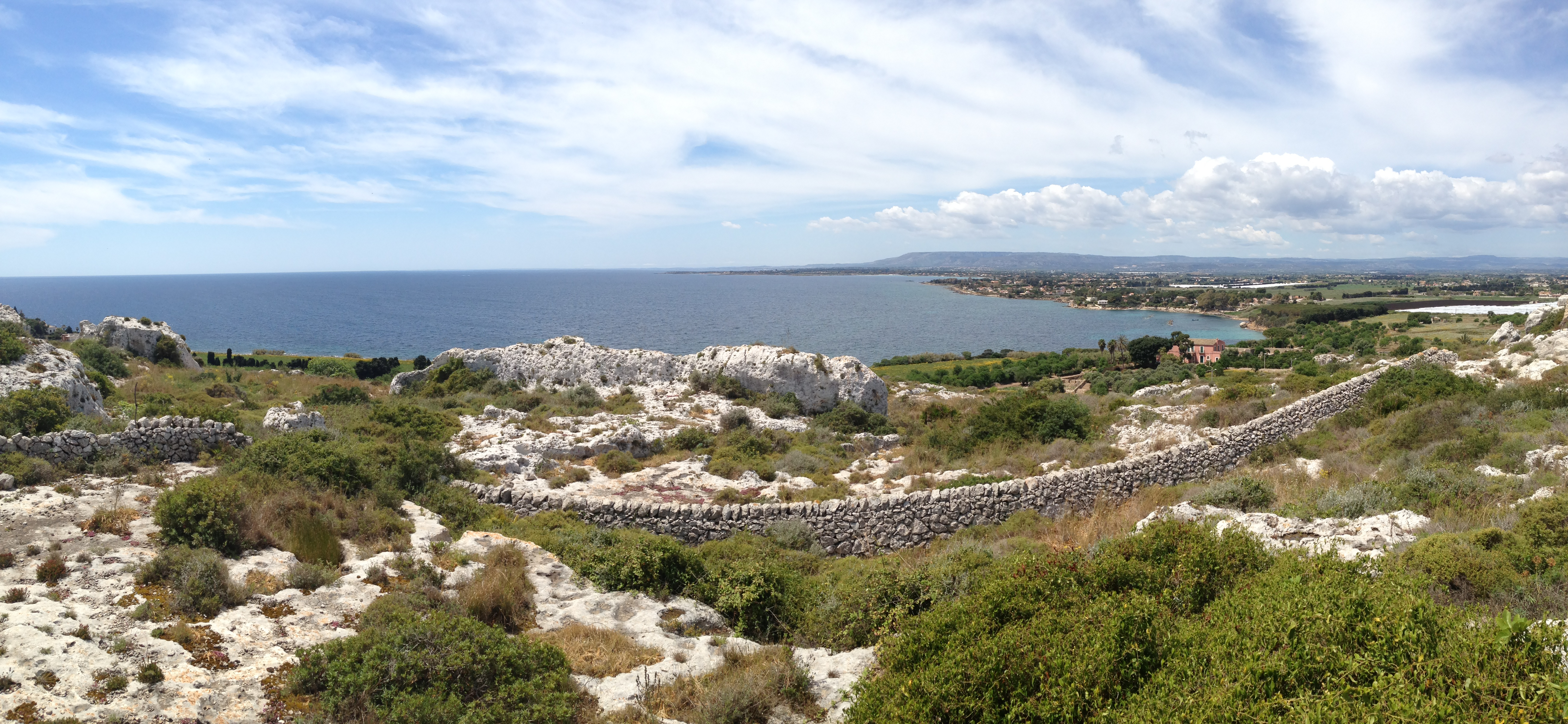
Visuale del litorale ovest del Plemmirio: nei tempi descritti da Virgilio qui doveva sorgere un insediamento pre-corinzio

La compagnia, partendo dal fiume Pantagias (Pantagia/Pantacia), dove si trovava il seno megarese (ovvero il golfo di Augusta, il cui nome deriva da Megara Iblea, polis che sarebbe sorta all'incirca nel medesimo periodo della colonia aretusea), proseguì per Thapsos, definita nel poema virgiliano come "umile", perché si sollevava di poco dal livello del mare - conformazione geografica che tale penisola ha tutt'oggi mantenuto - e che in tempi arcaici rappresentava un importante villaggio preistorico. Il passo virgiliano cita poi il Plemmirio e lo definisce ondoso, perché è un promontorio che viene toccato dal mare, anche se qualcuno ha erroneamente ipotizzato che volesse riferirsi alla piena di un fiume siracusano (dalla voce plemmiria, che in greco vuol dire "inondazione"). Sicanio praetenda sinu sarebbe da tradurre con "siculo": Virgilio avrebbe confuso i nomi degli antichi popoli siciliani, unendo due stirpi invece separate o facendole consanguinee. Enea e compagni giunsero quindi all'isola di Ortigia e qui scesero a terra.
Ai Troiani era peraltro nota la leggenda di Aretusa e Alfeo. Essi infatti, presso la mitica fonte, fecero sacrifici agli dèi e solo dopo si rimisero in viaggio. Lo scrittore e storico italiano Antonio Spinosa (1923-2009) ha così immaginato il passo virgiliano sulla nascitura Siracusa:

## Le fonti antiche sulla fondazione
Tra le fonti antiche si raccolgono informazioni su tre leggende riguardanti la fondazione di Siracusa: la prima relativa agli Etoli, l'altra agli Elei e l'ultima ai Corinzi guidati dall'ecista Archia. Riguardo alle presunte colonizzazioni etolica ed elea, le informazioni che ci giungono sono comunque scarse e non sempre attendibili.

### Storie minori

#### La colonizzazione degli Etoli
Secondo Apollonio Rodio, che a sua volta si basa sugli Aetolica del poeta Nicandro di Colofone, storia degli Etoli in prosa, gli Etoli si sarebbero stabiliti nel territorio prima della spedizione del corinzio Archia. Sulla consistenza di questa tradizione la storiografia moderna si è divisa in tre correnti: l'una tende a considerare la testimonianza attendibile, l'altra la giudica verosimile e l'ultima ne rifiuta la veridicità. Una plausibile risposta al dilemma da parte della critica è che il poeta intendesse dire che i coloni etoli erano giunti insieme alla spedizione di Archia, ipotesi che è coerente con i rapporti che all'epoca intrattenevano Corinto e l'Etolia. Però, dato che spesso erano i soli cittadini a poter condurre la colonia, gli Etoli, come ancora testimoniato da Tucidide sul finire del V secolo a.C., considerati un popolo barbarico e non ellenico, malvolentieri sarebbero stati accettati dai coloni corinzi, fieri della loro grecità.
Nicandro, che lungamente abitò in Etolia, spiega l'origine del nome "Ortigia", la cui etimologia sarebbe strettamente legata alla dea Artemide. La presenza nella città di Siracusa del suo culto, sempre secondo Nicandro, sarebbe un chiaro segno della passata presenza etolica, dato che esso è per lui originario di quella regione. Questa affermazione, però, non può essere analizzata se non in comparazione agli usi presenti in Eubea, dato che probabilmente nacque qui. La questione sembrerebbe spostarsi in questa regione, ma non ci sono prove che questo culto fosse proprio degli euboici o di una colonia euboica in Etolia. Tracce di presenza euboica a Siracusa si riscontrano nei nomi "Aretusa" e "Ortigia" che si confanno alla sfera culturale dorica.

#### La presenza degli Elei

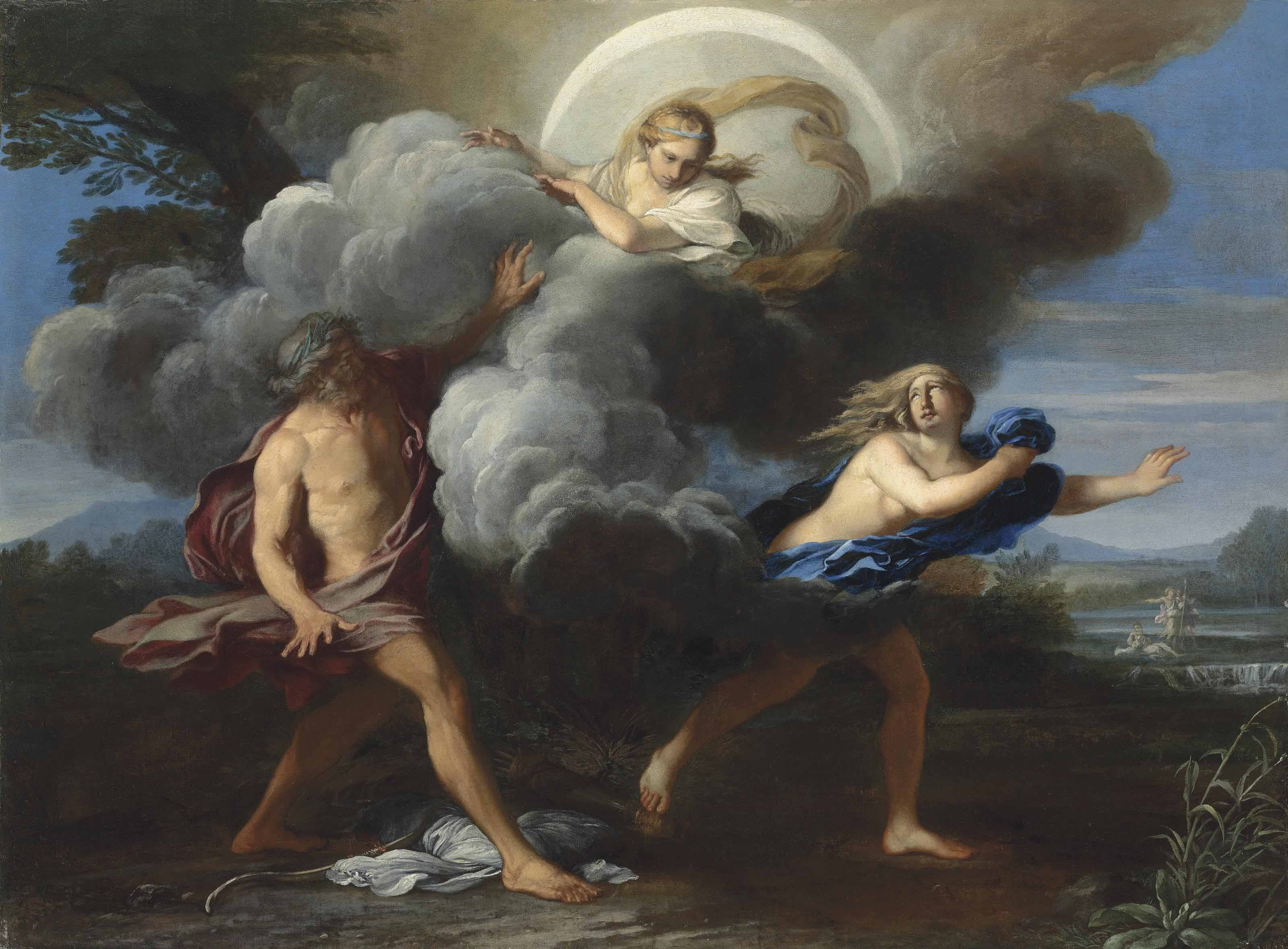
Il mito di Alfeo e Aretusa in un dipinto di Carlo Maratta (1625-1713): la ninfa siracusana fugge dal dio fluviale, chiedendo l'aiuto della divinità Artemide

Il culto di Artemide, strettamente collegato alla figura della ninfa siracusana Aretusa, si pensa abbia avuto origine nella regione dell'Elide.
Lo storico siciliano Emanuele Ciaceri (1869-1944) suppone che la dea dell'Ortigia, inseguita dall'innamorato Alfeo fino alla costa siciliana, inizialmente non fosse che un'ipostasi della ninfa Aretusa, il cui culto era praticato presso le genti dell'Elide, le quali chiamavano la divinità Alfeiusa. Lo storico greco antico Pausania narra l'origine di tale appellativo eleo spiegando che nella città di Letrine, piccolo centro vicino Olimpia, la dea Artemide dovette sfuggire all'impetuoso corteggiamento di Alfeo: per far ciò ella e le sue compagne lì presenti si tinsero il viso di fango, in modo da disorientare il dio fluviale, che non riuscì più a riconoscerla. Da quel momento, narra Pausania, Artemide venne dagli Elei chiamata Alfeiusa o anche Alfea, Alfiassia o Alfionia.
Pindaro, nella Sesta olimpica, riferisce della presenza alla corte di Ierone di Agesia, secondo il poeta membro degli Iamidi, una famiglia di indovini e profeti originaria di Olimpia; costoro praticavano il culto della dea Artemide presso il tempio di Zeus ad Olimpia: fu forse grazie ad essi che si diffuse il mito aretuseo.
Ortigia, "sede fluviale di Artemide" (ποταμίας ἕδος Ἀρτέμιδος), come la definisce Pindaro, si collegherebbe dunque indissolubilmente alla madrepatria elea per mezzo del mito. Lo stesso fiume Alfeo, perno fondamentale nel mito aretuseo, sarebbe nato nella terra peloponnesiaca dell'Elide e ad un certo punto sarebbe sprofondato sottoterra per poi riemergere all'interno della Fonte Aretusa siracusana:
(Enciclopedia italiana e dizionario della conversazione: opera originale, Volume 7, p. 1033)
Mito caro agli antichi greci, si narrava infatti che quando dalla elea Olimpia una coppa usata per i sacrifici veniva gettata tra le acque dell'Alfeo, questa riemergesse alla Fonte Aretusa.

### La colonizzazione dei Corinzi
(Strabone, Geografia, VI, 2, 4.)

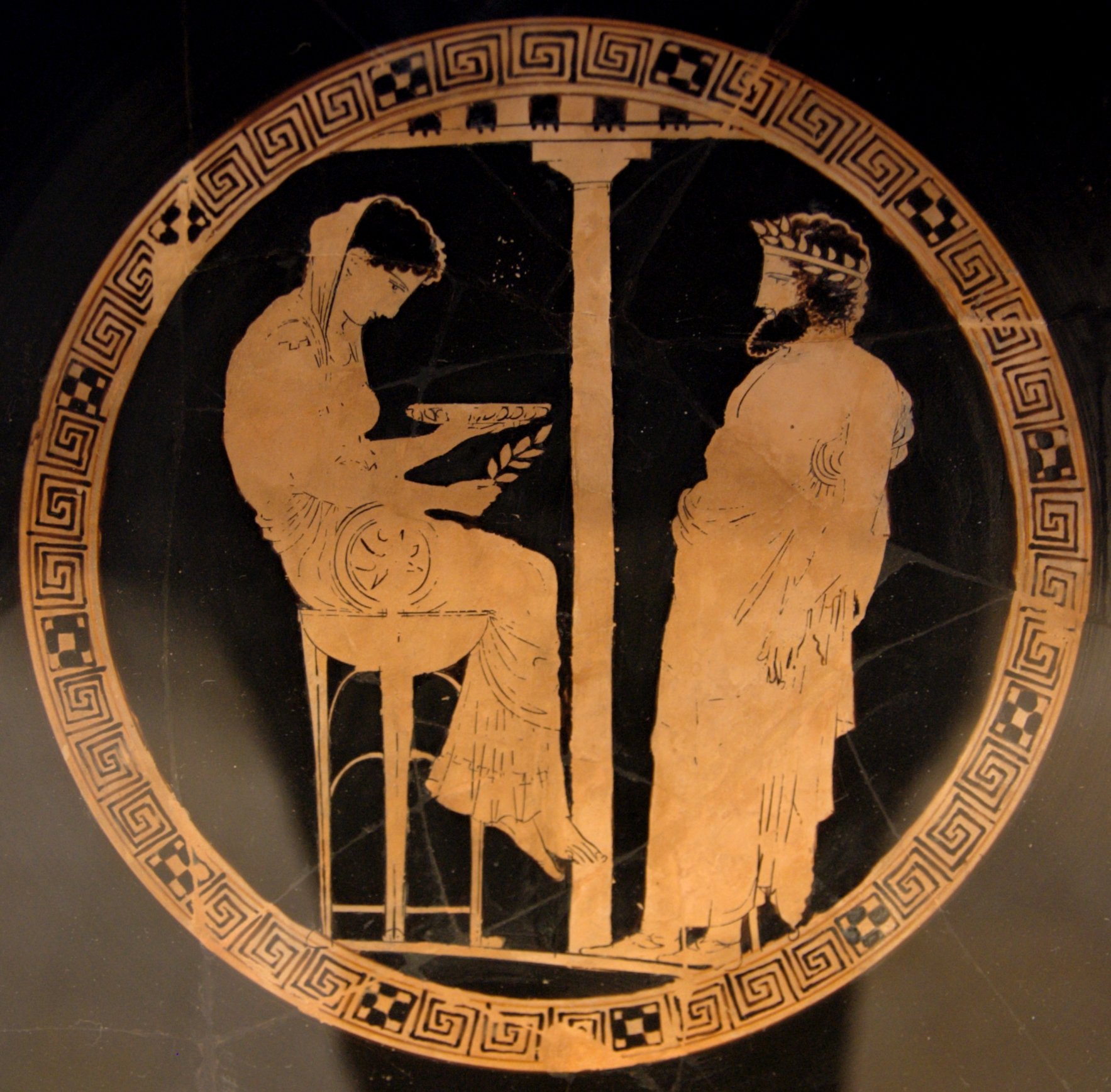
La consultazione della Sibilla (Σίβυλλα) era di enorme rilevanza per il futuro ecista (οἰκιστής): da ella si recò Archia il corinzio prima di intraprendere il suo viaggio verso la futura polis di Siracusa

In un tempo di incerta datazione, giunse da Corinto il Bacchiade Archia. Il corinzio, dopo essere stato espulso dalla sua patria a causa dell'uccisione di Atteone, che provava un amore da lui non ricambiato, consultò l'oracolo di Delfi, dal quale venne a sapere di dover fondare una città nel luogo descrittogli dalla sibilla delfica, ovvero l'isola di Ortigia. Vi approdò con i suoi coloni, i quali provenivano in maggior parte da Tenea, borgo della regione corinzia che Aristotele e Pausania fanno risalire a origini troiane, in quanto i suoi abitanti erano discendenti dei prigionieri di Troia catturati da Agamennone e trasferiti nei pressi di Corinto. Alcuni suoi coloni, secondo Strabone, si sarebbero uniti ad Archia nei pressi di Capo Zefirio, oggi attuale città di Bruzzano Zeffirio, la futura polis di Locri. Questi coloni erano di origine dorica: per alcuni non si dovrebbe parlare generalmente di Dori, ma di Corinzi che stavano tornando a casa dalla Sicilia.
Nacque quindi Siracusa e da subito si erse in potenza e ricchezza, poiché, secondo Strabone, la sibilla delfica aveva domandato ad Archia cosa di più egli desiderasse per la futura colonia, se ricchezza o salute, e il corinzio scelse la ricchezza. La leggenda sulla fondazione a questo punto si divide in varie versioni: secondo lo scoliasta di Pindaro, Archia aveva già trovato edificate le città-quartiere di Neapolis, Acradina, Tiche ed Epipoli, oltre all'appena conquistata Ortigia; dalla loro sottomissione e dalla loro unione sarebbe nata la polis di Siracusa, nome che le comprendeva tutte nel suo nucleo, sia la terraferma sia l'isola.
Lo storico bizantino Giuseppe Genesio riferisce invece che Archia svolse solamente il ruolo di conquistatore, mentre l'atto della fondazione va attribuito alle sue due figlie, nate nella nuova colonia, Syra e Akousa, e sarebbe a queste due donne che si deve il nome di Siracusa. L'affermazione va inevitabilmente in contrasto con la testimonianza di Plutarco, secondo il quale le due figlie di Archia si chiamavano Ortyghìas (Ὀρτυγίας) e Syrakoùsēs (Συρακούσης).

#### L'analisi critica
Da un passo di Strabone si evince che prima di Teocle, mitico fondatore di Nasso, nessun greco aveva osato venire in Sicilia a fondare colonie a causa della pericolosità del tragitto, dell'incognita dei pirati del Tirreno e della crudeltà dei "barbari" dell'isola. I coloni greci in genere preferivano installarsi in terre disabitate ed evitare così scontri con la popolazione locale. Tutto questo avrebbe potuto allontanare in un primo momento il desiderio di stanziarsi presso la costa siracusana, poiché essa, pur avendo in sé tutte le caratteristiche primarie adatte alla fondazione, era ben circondata da insediamenti già esistenti. Non è dunque chiaro perché Archia scegliesse proprio questa terra per fondare una colonia. Si è quindi supposto che la popolazione autoctona presente nel territorio siracusano fosse stata precedentemente cacciata dai protocolonizzatori euboici. Tucidide e Strabone sostengono invece che Archia dovette scacciare i Siculi presenti nel luogo della fondazione, scelto in base alla profezia dell'oracolo delfico. In ogni caso è impossibile determinare con certezza le reali motivazioni che spinsero i Corinzi in questo territorio.
Riguardo al ruolo dell'oracolo nella spedizione, gli storici Manfredi e Braccesi scrivono che quando un capo della spedizione si recava presso il Santuario di Apollo a Delfi lo facesse dietro esplicito consenso della propria polis. Dunque Corinto era a conoscenza della spedizione siracusana e fornì ai coloni tutto il necessario per affrontare una simile impresa, tra cui anche l'armamento bellico. Inoltre, lo stesso santuario dove le sibille avevano le visioni, sarebbe stato in realtà un luogo di grande conoscenza e sapienza, poiché il sito sacro al dio del sole raccoglieva una vasta quantità di informazioni provenienti dall'estero di impronta geografica, sociale e culturale dei luoghi dove poi sarebbero stati mandati i coloni. 
(Manfredi, Braccesi, I greci d'Occidente, 1996, cap. I - I Colonizzatori.)

## Ipotesi sulla datazione della fondazione

### Fonti primarie
Le fonti primarie suggeriscono tre possibili datazioni, una alta, una media e una bassa.

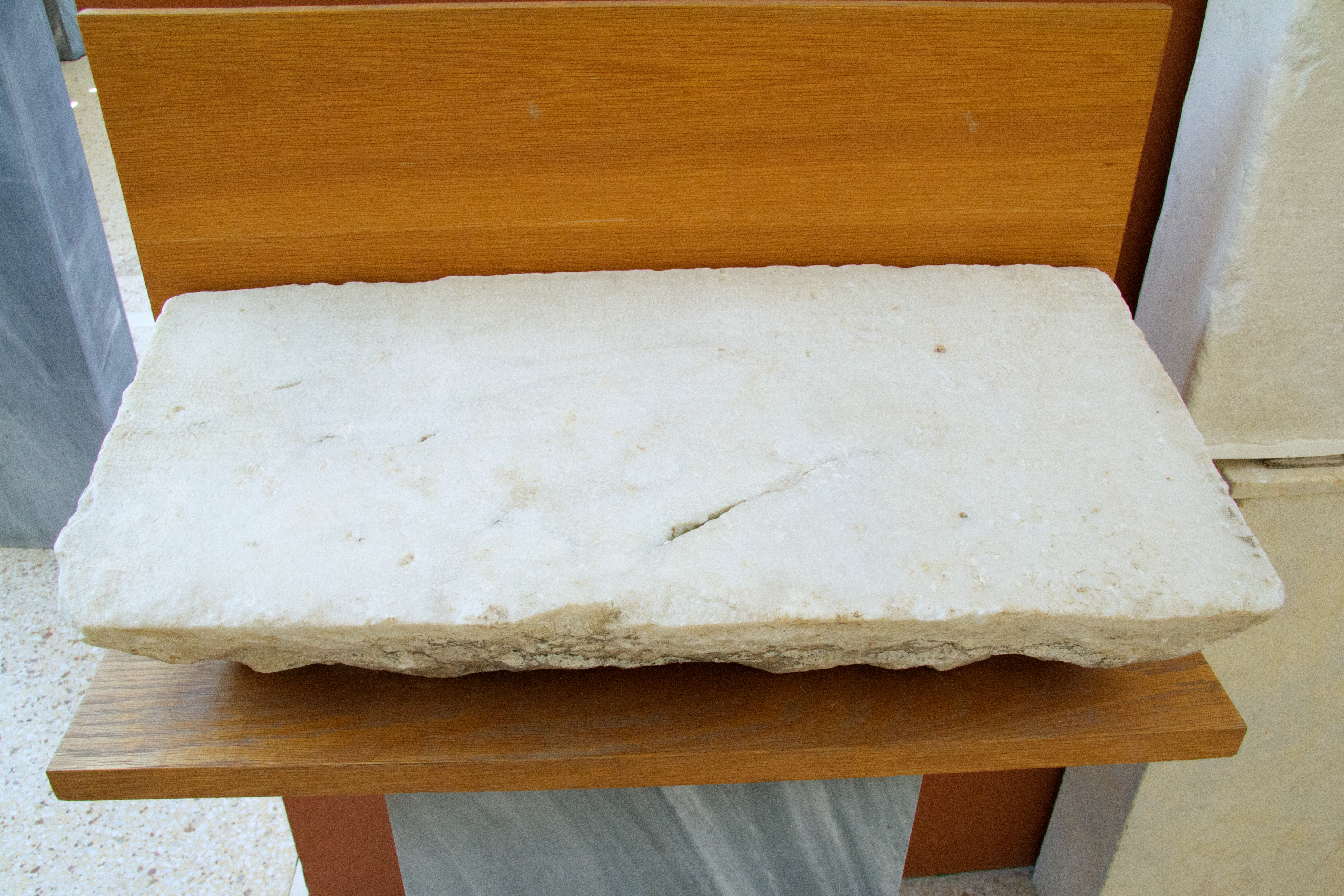
Una delle tre parti della stele sulla quale è stata scolpita la Cronaca di Paro, meglio conosciuta come Marmor Parium, poiché trae il suo nome dal marmo ritrovato nel 1897 sull'isola di Paro, nelle Cicladi

#### Datazione alta (tra il 758 e il 755 a.C.)
La datazione più alta colloca la fondazione di Siracusa all'anno 758 a.C. ed è attestata nelle cronache del Marmor Parium, un'iscrizione opera di autore ignoto e risalente al III secolo a.C., proveniente dall'isola egea di Paro. L'epigrafe colloca l'atto fondativo nel ventunesimo anno dalle prime Olimpiadi, durante l'arcontato di Eschilo ad Atene.
Non distante da questa data è quella proposta da Filisto, storico siracusano del IV secolo a.C., il quale fissa la fondazione nel biennio compreso tra il 756 e il 755 a.C., effettuando sempre il calcolo sulla base degli stessi parametri, ma affermando che si sarebbe trattato della sesta e non della quinta Olimpiade. Quest'ultima datazione non è accettata da tutti gli storici moderni, i quali affermano che essa è stata stabilita in riferimento ad un evento ignoto.

#### Datazione media (tra il 736 e il 733 a.C.)
La datazione più avvalorata per la fondazione di Siracusa è l'anno 733 a.C., riportato da Tucidide, che a sua volta avrebbe tratto l'informazione dallo storico siceliota Antioco di Siracusa. Tale datazione si aggancia al 734 a.C., anno di fondazione di Naxos, la più antica colonia greca di Sicilia. Secondo Tucidide (VI, 3, 2), infatti, Siracusa sarebbe stata fondata "l'anno seguente [alla fondazione di Naxos]".
Anche se la datazione tucididea è stata abbracciata dalla maggior parte della critica moderna ed è stata accordata con quella di Eusebio di Cesarea, alcuni storici hanno ipotizzato una data più recente e messo in dubbio questa versione, sostenendo che Tucidide, ponendo la data della fondazione di Siracusa un solo anno dopo rispetto a quella di Naxos, volesse rendere la polis aretusea più anziana di quello che era. In questo modo, secondo altri studiosi, lo storico ateniese ha invece volutamente abbassato la data di Naxos. Dunque molti storici, leggendo in Eusebio il 736 a.C. come data di fondazione di Naxos, hanno alzato quella di Siracusa al 735 a.C.; altri storici invece, prendendo il 733 a.C. per la fondazione di Siracusa secondo l'ipotesi tucididea, hanno abbassato quella di Naxos al 734 a.C. Spesso ci si è affidati al compromesso tra le date, ovvero al 734 a.C.

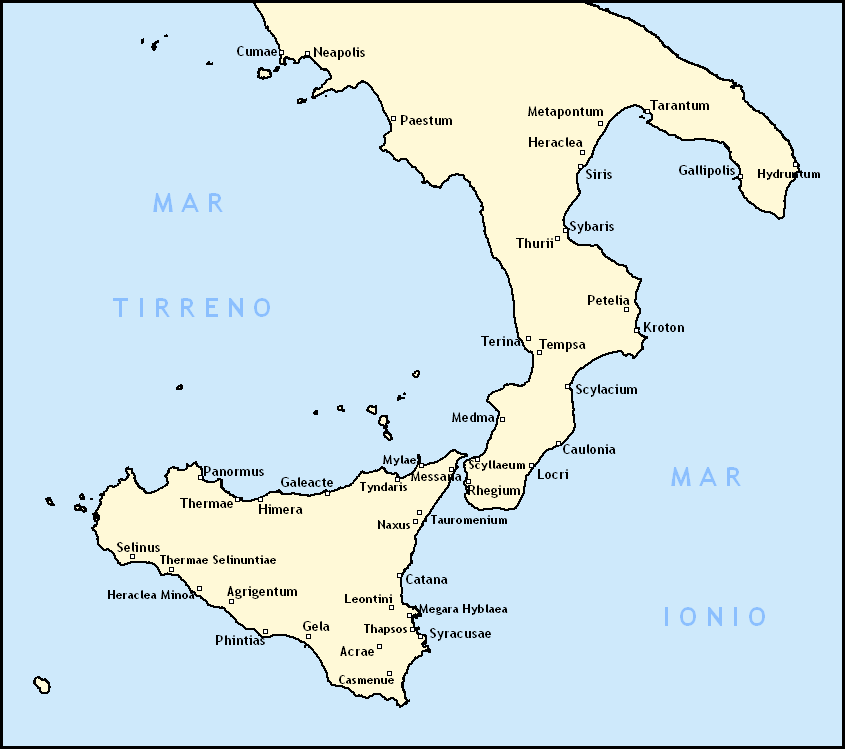
Antiche poleis della Magna Grecia e della Sicilia greca

Un altro dato interessante risulta essere la contemporaneità attestata da Eforo di Cuma, citato da Strabone, tra la fondazione di Siracusa e quella di Corcira (l'odierna Corfù): essendo quest'ultima attestata seicento anni dopo la presa di Troia, avvenuta nel 1334-1333 a.C. secondo Duride di Samo, si giunge all'anno 734 a.C.
(Strabone, Geografia, VI, 2, 4.)

#### Datazione bassa (tra il 728 e il 708 a.C.)
Per la definizione della datazione bassa l'aggancio è costituito dal periodo fondativo del centro di Megara Iblea. Secondo Strabone, la Megara siciliana e Siracusa sarebbero state fondate lo stesso anno: questo significherebbe spostare la fondazione di Siracusa al 728 a.C., perché è in questo anno che Tucidide pone la fondazione della Megara siciliana, ma questo stesso dato è messo in dubbio da vari storici moderni. Tuttavia l'affermazione di Strabone contraddice quella di Antioco, il quale, allineandosi alla datazione media, pone la fondazione aretusea molto prima di quella megarese.

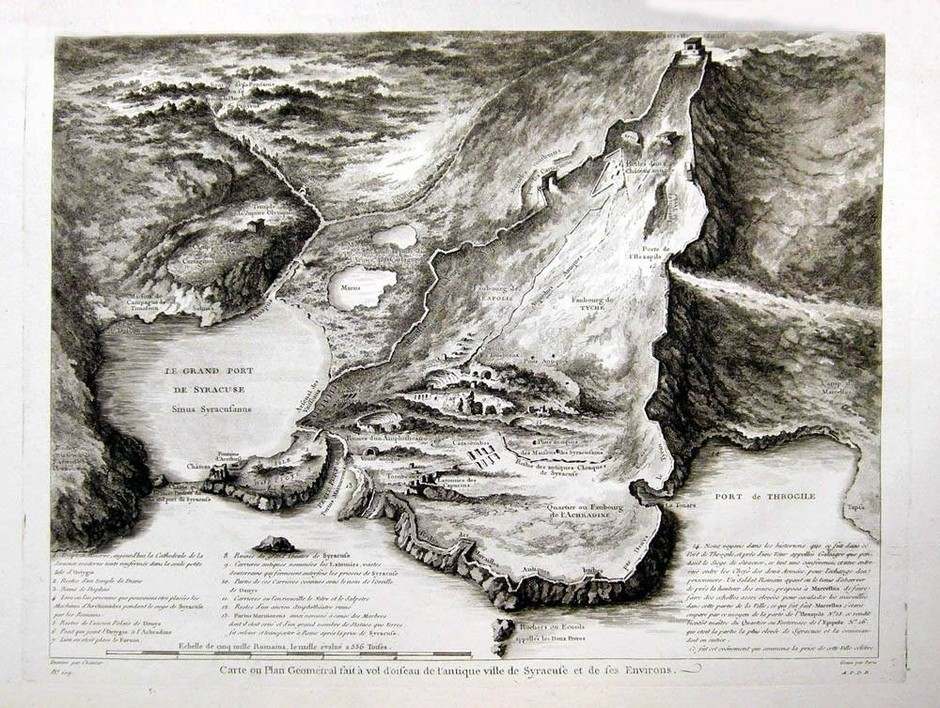
Altra mappatura fisica dell'area ad opera di Claude Louis Chatelet e Pierre-Adrien Pâris

Pausania il Periegeta e Strabone attestano inoltre che Siracusa venne fondata in concomitanza con il sorgere di Sibari e Crotone. Sibari sarebbe stata fondata nel 709 a.C., come proposto da Eusebio, o nel 720 a.C., come proposto da Scimno di Chio. Crotone, invece, sarebbe stata fondata in contemporanea con Sibari, come sostenuto da Dionigi di Alicarnasso e da Girolamo, e quindi tra il 709 e il 708 a.C. o prima di Sibari, come avanzato da Antioco e Scimno.
La tradizione (in particolare Strabone, che dipende da Eforo) riporta che i fondatori di Siracusa e Crotone, rispettivamente Archia e Miscello, giunsero insieme all'oracolo di Delfi. I successivi eventi legati ai due eroi risultano controversi perché la maggioranza delle fonti primarie pone la data della fondazione siracusana molti anni prima rispetto a quella crotoniate di Miscello. Dato che Strabone e Pausania avvicinano sensibilmente la fondazione dei centri di Crotone e Siracusa, non bisogna solo cercare di alzare la data di Crotone, ma anche di valutare se sia possibile un abbassamento della data di Siracusa. Anche se questa eventualità non è stata esclusa dai due storici, la loro tesi contraddice quanto ipotizzato dai loro contemporanei: essi infatti pongono la fondazione di Crotone in date sempre più basse del 733 a.C. (che è l'anno in cui Tucidide pone la fondazione di Siracusa). Per risolvere tale questione, si è ipotizzato che Miscello, prima della fondazione vera e propria, abbia compiuto diversi viaggi esplorativi in Italia, staccandosi così da Archia.

### Fonti secondarie
Anche se la maggior parte della storiografia moderna si trova concorde nel sostenere come corretto l'anno 734 o 733 a.C., tenendo fede a Tucidide, alcuni ipotizzano una data più recente per le motivazioni sopra esposte, e altri, tra i quali Letronne, Johnson, Miller e Bres, propendono per una datazione più alta, ossia quella indicata dal Marmor Parium, che comunque, pur essenda quasi confermata da Filisto è considerata da altri poco attendibile e ambigua. Scrive a proposito dell'anno della fondazione di Siracusa l'archeologo francese Antoine Jean Letronne (1787-1848):
(Antoine Jean Letronne, Essai critique sur la topographie de Syracuse, 1812)
Gli storici Valerio Massimo Manfredi e Lorenzo Braccesi ipotizzano invece che la grande disparità tra la collocazione alta e quella bassa possa derivare da una duplice fondazione. Filisto, infatti, citando il 756 a.C., voleva forse riferirsi a una prima ondata di coloni provenienti dall'Eubea; una seconda ondata, stavolta proveniente da Corinto, sarebbe successivamente giunta nel 733 a.C. In particolare, Braccesi e Millino sottolineano alcuni indizi a supporto della "doppia fondazione": la presenza di frammenti di marca euboica nella vicina Castelluccio, una forte analogia tra le ceramiche siracusane più arcaiche e simili prodotti euboico-cicladici, la presenza di toponimi, in particolare di idronimi, che ricorrono anche in Eubea (come "Aretusa" e "Ortigia") e, infine, alcune particolarità dell'alfabeto e del sistema ponderale siracusano, che pure riconducono ad ambienti ionici.
Non è dunque possibile definire univocamente l'anno in cui Siracusa venne fondata dai Corinzi, dal momento che le attestazioni secondo cui la fondazione della città fu contemporanea a quella di altre colonie e i contrasti tra le fonti primarie rendono difficile trovare una soluzione alla questione.

## La fondazione e l'espansione di Siracusa

### La fondazione

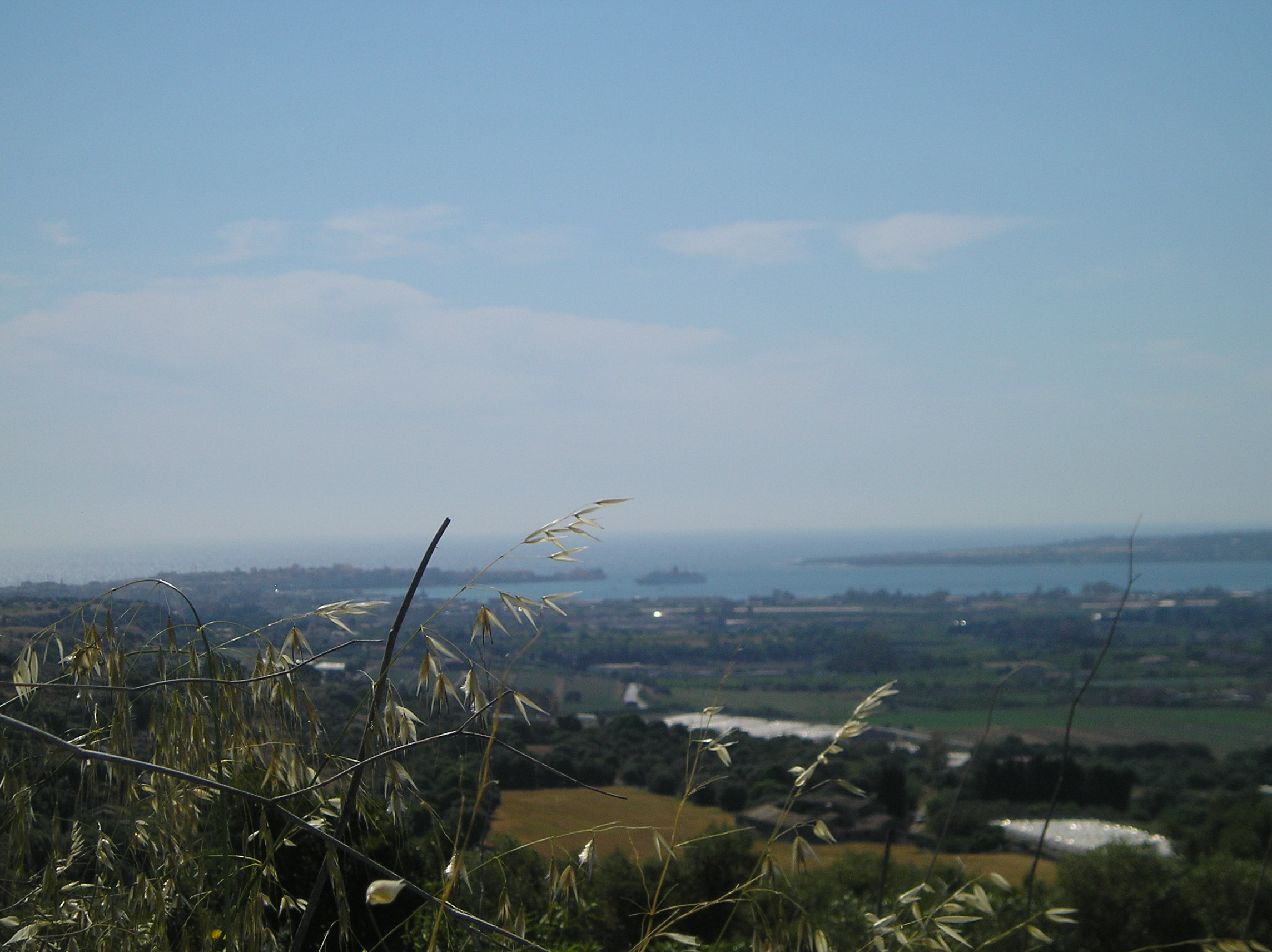
I due promontori di Siracusa: Ortigia e il Plemmirio, visti l'uno di fronte all'altro dall'altura dell'Epipoli. Scrivono sulla fondazione siracusana i due storici Manfredi e Braccesi:

La ktisis, ovvero l'atto fondativo, di Siracusa si perde nella leggenda; il mitico ecista Archia giunse sulla costa, battagliò con i nativi e s'impadronì del luogo. Tuttavia diversi storici ritengono che nelle parole del mito si celi della verità, poiché esso sarebbe divenuto tale solo in seguito, quando venne arricchito di particolari inverosimili, consoni all'importanza acquisita e alla tradizione del tempo. Vi è chi pensa che personaggi come Archia siano esistiti realmente e abbiano giocato un ruolo storico importante per la futura polis come navigatori, guerrieri, capitani della marineria euboica o corinzia, le quali a quel tempo detenevano il primato sui mari.

#### I primi insediamenti
Tralasciando la leggenda, si sostiene che chiunque abbia fondato questa colonia lo abbia fatto spostandosi poco alla volta sulla terraferma: all'inizio, dunque, i Corinzi si installano soltanto sull'isoletta di Ortigia. A tal proposito, afferma lo studioso Moses Israel Finley, i nuovi coloni scelsero di sbarcare sull'isolotto di Ortigia per ragioni strategiche e di sopravvivenza; lì infatti potevano disporre dell'immediato uso d'acqua dolce proveniente dalla Fonte Aretusa, e una volta cacciati i Siculi non dovevano temere che questi si fortificassero all'interno di quel perimetro circondato dal mare.
Per muoversi dall'isola alla terraferma, i nuovi coloni costruirono un argine di pietre divenuto in seguito un vero e proprio ponte, che portò l'isola a non essere più cinta tutt'intorno dal mare, come informa Tucidide.
Uscendo dalla ristretta isola di Ortigia, popolarono inizialmente l'Acradina, detta "terra dei peri selvatici", che divenne in breve tempo la parte più ampia della nuova polis. In base ai sepolcri di periodo greco ritrovati sull'adiacente terreno si è inoltre ipotizzato che il primo abitato di Siracusa terminasse lì e non oltre, poiché i Greci erano soliti edificare l'area sepolcrale fuori dalla zona urbana.
Sulla zona del Temeno (la futura Neapolis), a quei tempi ancora disabitata, alla sommità del colle detto Temenites ("luogo sacro") sorgeva un tempio dedicato ad Apollo. Gli studiosi sostengono che esso fosse stato eretto dai primi coloni, i quali dedicarono un'enorme statua all'Apollo Archegeta, il protettore dei colonizzatori. Di quest'area sacra (o bosco sacro) scriverà poi anche Cicerone:

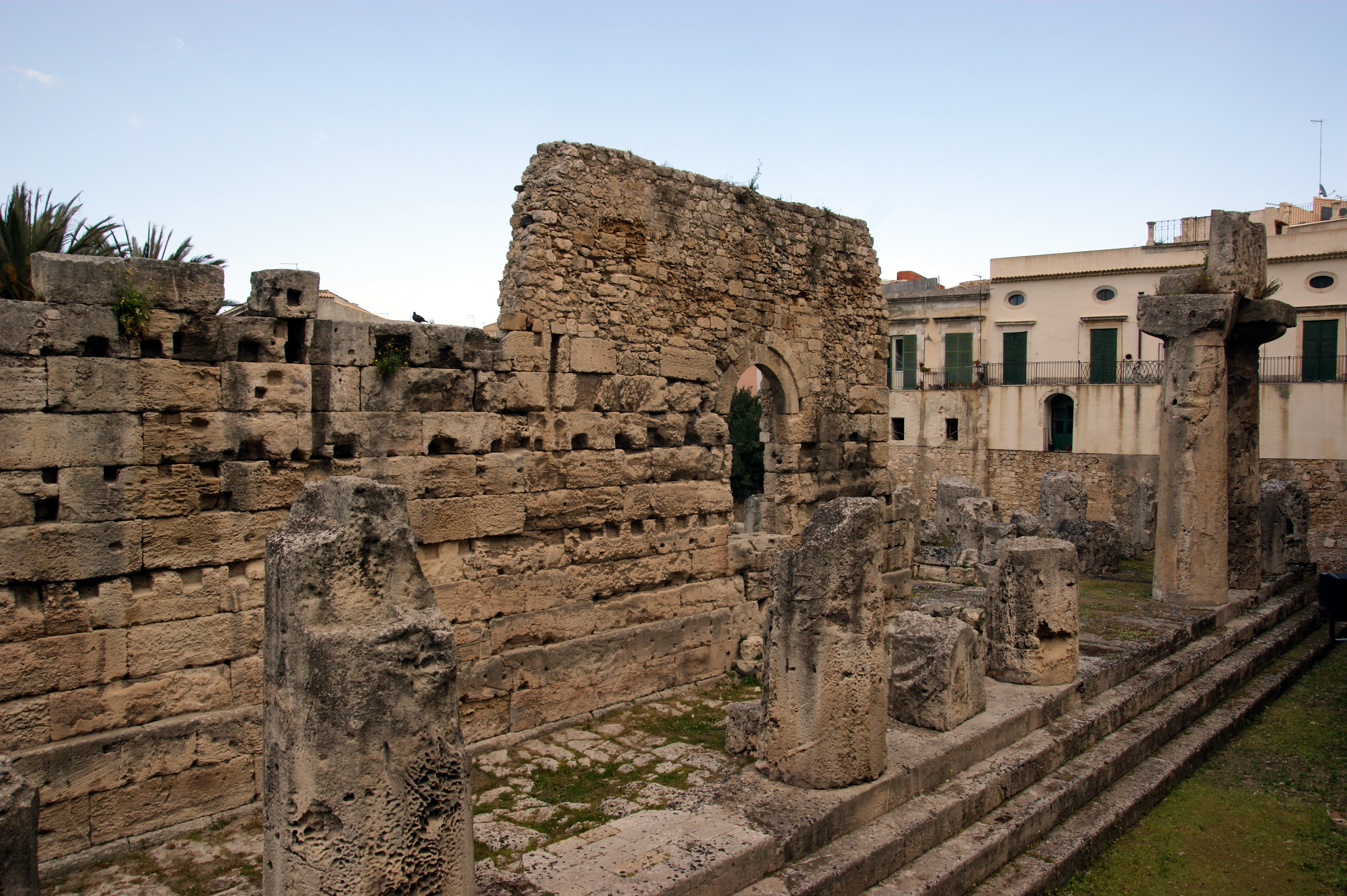
Il Tempio di Apollo, sito nell'isola di Ortigia: risalente al VI secolo a.C., è il tempio in stile dorico più antico della Sicilia, e rappresenta una delle primissime edificazioni dei coloni greci di Syrakousai

(Cicerone, In Verrem, II 4 - 119.)

#### La presenza femminile
La spedizione dei Greci era composta da soli uomini. Il problema della presenza femminile andava dunque risolto sulla nuova terra. Un contatto tra Greci e Siculi risultava quindi necessario e poteva avvenire in due diverse modalità: in maniera pacifica, con scambi, doni, proposte di matrimonio tra influenti membri locali (che generalmente sancivano poi una convivenza tranquilla tra la colonia greca e l'elemento autoctono) oppure nella modalità conflittuale, dove i coloni greci rapivano contro la volontà dei locali le donne portandole in città. I Corinzi, stando alle fonti antiche, avrebbero optato per la seconda modalità.
Gli storici ritengono attestata la consuetudine dei matrimoni misti, in particolare nella fase iniziale, quando non era possibile fare altrimenti. Successivamente i Greci si chiusero rispetto all'elemento autoctono, prediligendo l'unione tra soli coloni per preservare la grecità. La presenza di donne sicule nella Siracusa greca risulta attestata anche nella necropoli del Fusco, dove sono stati rinvenuti oggetti e ornamenti indigeni databili intorno alla metà del VII secolo a.C.. Purtroppo le fonti greche tacciono su questo importante aspetto, per cui ben poco si conosce del periodo che s'interpose tra la fondazione e le prime notizie storiche.

#### L'asservimento dei Siculi
In base agli studi archeologici condotti, sappiamo che le case dei primi coloni siracusani erano composte da un solo vano: da ciò si deduce come esse non fossero state costruite per ospitare un'intera famiglia, bensì singoli individui; ciò sarebbe un chiaro indizio del fatto che alla nuova polis mancavano ancora le donne e gli schiavi. La prima popolazione siracusana sarebbe stata composta da coloni provenienti per la maggior parte da Tenea(così Strabone) ed essendo quella località un vasto borgo rurale della regione corinzia, essi, sapienti contadini, portarono il loro mestiere sulle fertili terre aretusee e qui si dedicarono all'agricoltura, facendo prosperare in breve tempo l'economia siracusana e favorendone dunque l'espansione. Venne integrata sempre più la manodopera degli schiavi, i quali fluivano nella chora siracusana dai villaggi delle popolazioni autoctone sconfitte in battaglia. Più grande diveniva il confine siracusano, maggiori erano le ondate di coloni che si sostiene giungessero nella polis e dunque maggiore diveniva il ricorso a manodopera servile. A tal proposito, secondo diversi storici, Siracusa rappresentò uno degli esempi più antichi dello sfruttamento di schiavi perpetrato dai coloni a danno delle popolazioni indigene, le quali, non avendo una moderna conoscenza della guerra, così come l'avevano acquisita i Greci, dovettero soggiacere ad essi. Sicché l'impatto tra una realtà relativamente pacifica come quella locale e la venuta di una società articolata e schiavista come quella greca fu probabilmente devastante.

### Organizzazione sociale
Grazie ai pochi frammenti che rimangono della Costituzione dei Siracusani di Aristotele conosciamo alcuni dettagli della società arcaica siracusana. Nella politeia - divulgata attraverso Erodoto - si parla infatti del conflitto interno tra i gamoroi e killichirioi: i primi erano i proprietari terrieri che si facevano discendere dai coloni corinzi e a cui erano riservati tutti i diritti, gli uffici religiosi, le magistrature più alte e le migliori terre; i secondi componevano la popolazione asservita che si faceva discendere dai Siculi. Nulla di certo sappiamo della forma di governo che vi era da principio nella polis: alcuni hanno ipotizzato che il suo fondatore, Archia, vi introducesse l'oligarchia che vigeva nel medesimo periodo anche a Corinto.
Da Polibio si conosce l'esistenza di un'assemblea di mille membri, dove ogni anno si eleggevano gli arconti strateghi e i nomofilaci che avevano il potere esecutivo e il dovere di far osservare le leggi ai cittadini.

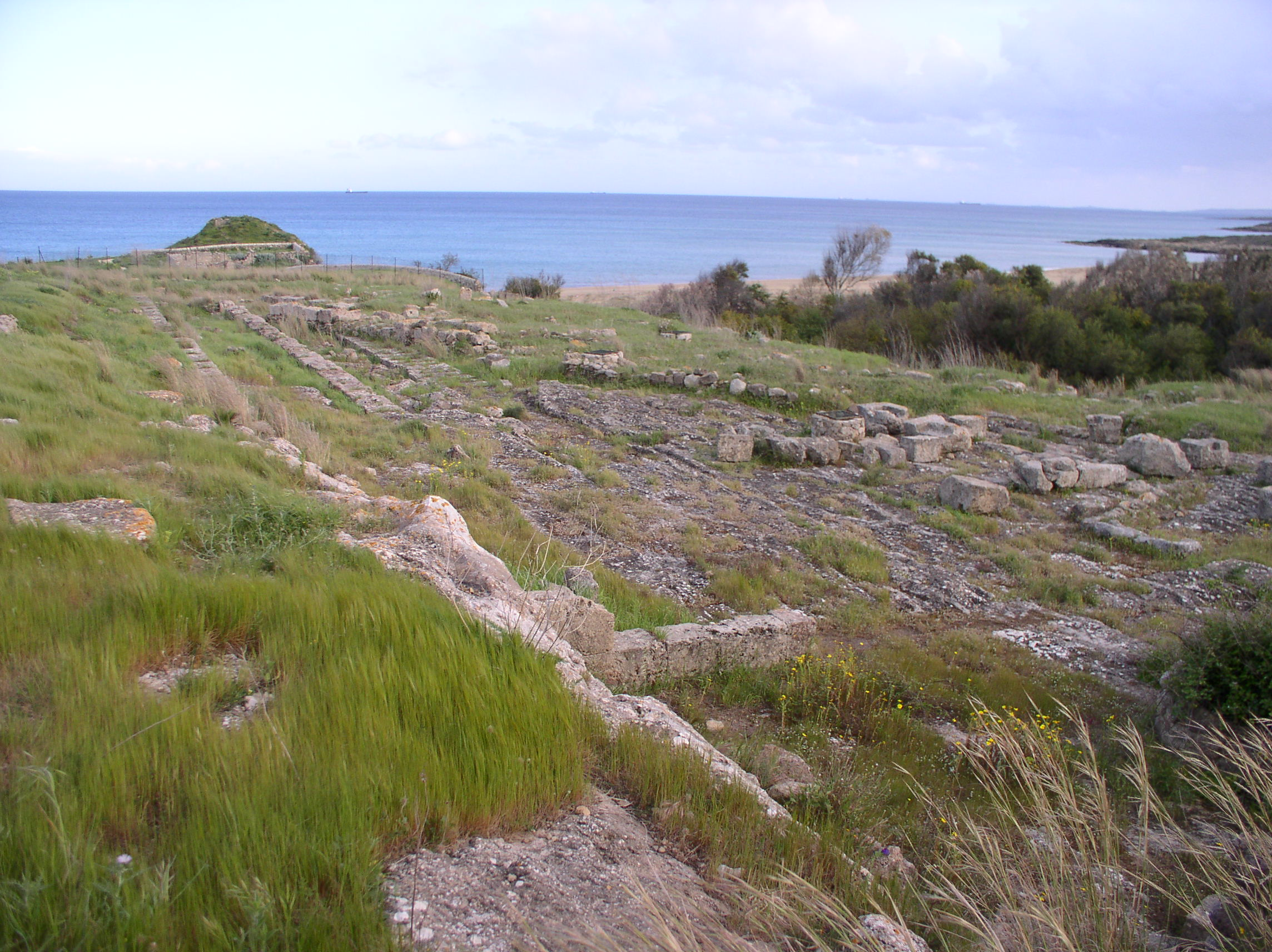
Rovine di quella che in base agli studi archeologici parrebbe essersi rivelata come la più antica colonia siracusana: Eloro

Scrive lo storico greco Andrea Mustoxidi (1785-1860):
(Andrea Mustoxidi, Illustrazioni corciresi, tomo 1, 1814, p. 30-31.)
Si pongono analoghi interrogativi molti altri studiosi del periodo, come de Pastoret, il quale attinge alla leggenda e si rammarica che debbano passare ben due secoli prima che le fonti greche parlino concretamente delle vicende siracusane.
(Claude-Emmanuel de Pastoret, Storia della legislazione, tradotta in italiano da Francesco Foramiti, 1841, cap. Legislazione de' siciliani, p. 737.)

### Scomparsa delle città dei Siculi
Con il passare del tempo, a causa dell'espansione militare greca, sull'isola scomparvero improvvisamente molti floridi centri indigeni; esempio di violenta scomparsa nel siracusano - VII secolo a.C. - è rappresentato dalla necropoli del Finocchito, posta in territorio netino, distrutta dai Siracusani durante la loro risalita del fiume Anapo. Pantalica, vasto abitato di capanne, nei primi anni della sua vita accolse sempre più fuggiaschi siculi che cercavano rifugio dalle incursioni delle popolazioni italiche. Durante il secolo precedente alla fondazione di Siracusa, Pantalica dovette costituire una sorta di capitale per i Siculi della regione e fu proprio in questo periodo che raggiunse il momento di massimo splendore. I coloni corinzi si espansero presto a danno di Pantalica, la quale probabilmente chiese aiuto a Megara Iblea, con la quale aveva stretti rapporti, senza però riuscire a resistere alla pressione dei Siracusani che, infine, la conquistarono.

### Le subcolonie

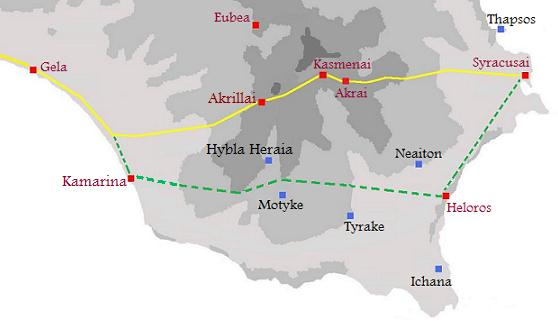
Le colonie greche sono raffigurate di colore rosso; le subcolonie fondate dai siracusani sono: Eloro, d'incerta data d'origine, Acre, fondata nel 663 a.C., Casmene, fondata nel 643 a.C., Kamarina, fondata nel 599-598 a.C., che chiude la prima fase storica dell'espansione aretusea

Il primo periodo siracusano risulta essere abbastanza misterioso, giacché rare sono le fonti antiche al riguardo. Ciò ha dato avvio a diverse congetture circa la nascita delle prime subcolonie aretusee: Eloro, Acre, Casmene, Kamarina. Alcuni storici si domandano ad esempio come sia stato possibile che una colonia sorta solamente nella seconda metà dell'VIII secolo a.C. avesse fondato, pochi decenni dopo, già due o tre colonie e lo avesse fatto immettendosi senza indugiare nell'area dell'isola maggiormente popolata dai nativi. Costoro ipotizzano che la data di fondazione presunta della polis non corrispondesse al vero e che in realtà lo sviluppo siracusano partisse in un'epoca anteriore rispetto a quella riportata dalle fonti storiche. Scrive Giacomo Buonanni:

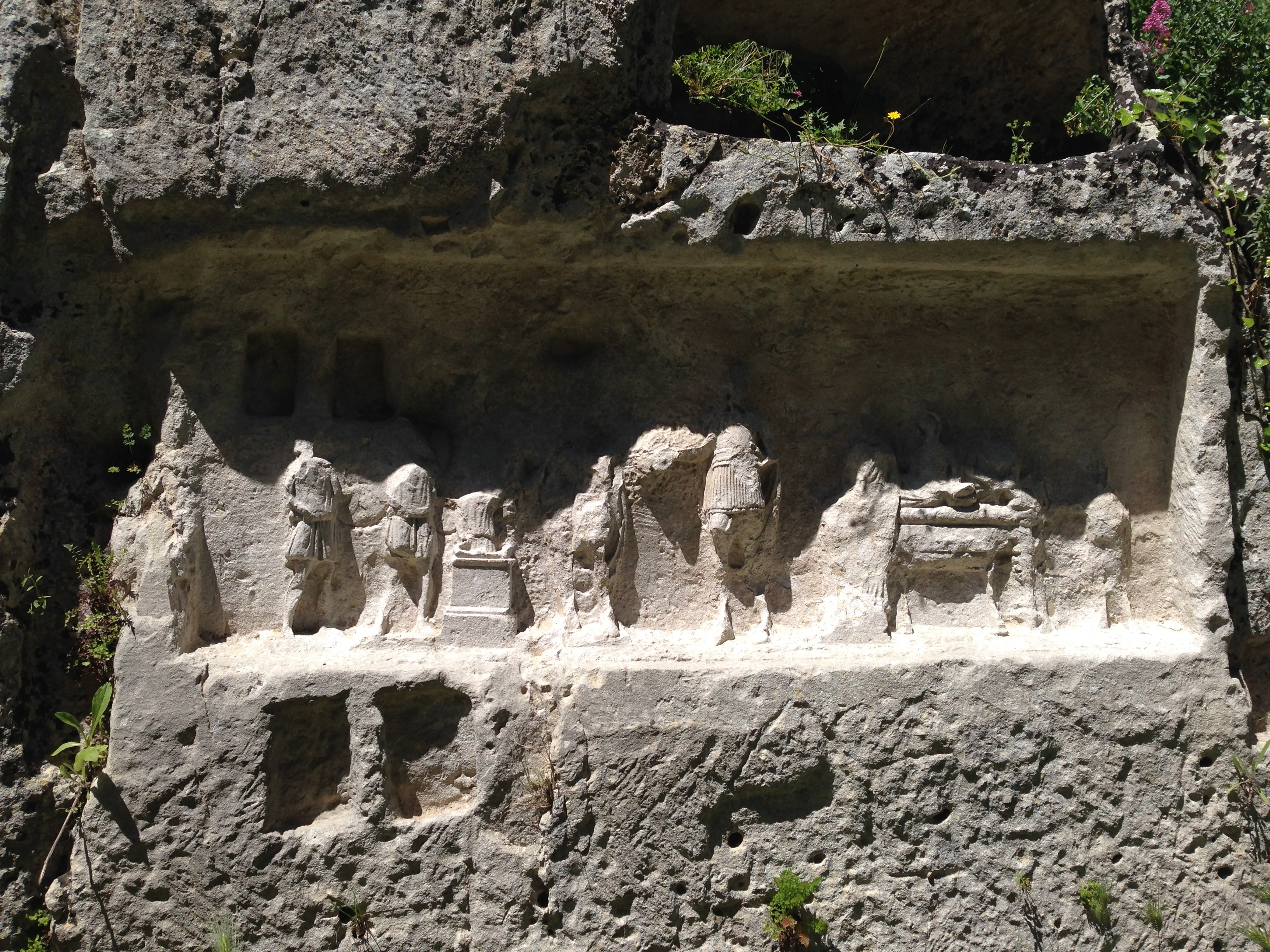
Figure antiche scolpite nella roccia ad Akrai, la prima colonia, secondo la storiografia, fondata dai Siracusani in età arcaica

Ma per altri studiosi vi sarebbe invece una concreta spiegazione a queste precoci fondazioni da parte di Siracusa: fu una necessità di difesa il suo avanzare velocemente verso i territori dell'entroterra siciliano, scegliendo alture, come per Acre, per poter avere una visuale completa di ciò che vi era oltre i suoi confini. Tale difesa non sarebbe stata rivolta solo alle popolazioni indigene, quali Siculi o Sicani, che ancora numerosi minacciavano l'egemonia della neonata colonia, ma anche a frenare l'espansione di altre realtà greche vicine per posizione geografica a Siracusa, come Gela. Ciò sarebbe testimoniato dalla fondazione di Eloro, presso l'omonimo fiume (oggi Tellaro), nel tavolato a sud di Siracusa, i cui moderni studi potrebbero dimostrarne l'edificazione come avamposto siracusano già dall'VIII secolo a.C.. Questa datazione, oltre ad anticipare la ktisis della polis, richiederebbe uno studio approfondito per comprendere i motivi che spinsero i Greci di Siracusa a fondare la colonia elorina ad appena mezzo secolo dalla spedizione di Archia. Alcuni studiosi nella fretta di colonizzare vedono il timore che altre popolazioni, attratte dalla fertilità della zona, potessero giungere nel sito occupandolo per primi e circondando dunque pericolosamente le vicine mura di Siracusa.
Non dotate di autonomia politica, questi siti di arcaica fondazione accolsero numerosi coloni siracusani e popolazione servile autoctona, rappresentando l'inizio della storia egemone di Siracusa.

## Personaggi del periodo arcaico

### I compagni di Archia
(Giovanni Evangelista Di Blasi e Gambacorta, Storia del regno di Sicilia dell'epoca oscura e favolosa sino al 1774, 1844, p. 68.)
Secondo la leggenda, con Archia viaggiarono altri suoi compagni corinzi che lo seguirono fino a Siracusa: Teleso, Ezioco, Melituto, Etiope e Bellerofonte. Di costoro, solamente su uno non ci perviene alcuna notizia: Ezioco, che viene citato come nobile compagno corinzio. Dei restanti quattro giunge per ciascuno un diverso aneddoto. Inoltre, pur non essendo menzionato tra i compagni viaggiatori di Archia, le fonti sostengono che tra loro vi fosse anche il poeta corinzio Eumelo.

#### Etiopo, Melituto e il baratto del miele
(Aneddoto archilocheo interpretato da Giovanni Emanuele Bidera nel suo Quaranta secoli racconti su le Due Sicilie del Pelasgo Matn-Eer, Volume 2, 1847, p. 181.)
Ateneo di Naucrati parla di un aneddoto su un tale Etiopo, o Etiope, che viaggiava con Archia e che durante il viaggio verso Siracusa fu colto da fame e da ingordigia al punto tale che decise di barattare con l'altro compagno corinzio, Melituto, il lotto di terra che gli sarebbe spettato - dopo averlo estratto a sorte - una volta giunto a Siracusa, in cambio di un pasticcio al miele. Ateneo avrebbe tratto questo aneddoto dal poeta Archiloco e riportato nei suoi scritti.

#### Bellerofonte e Pegaso
(Idilli, Teocrito, Le Siracusane.)

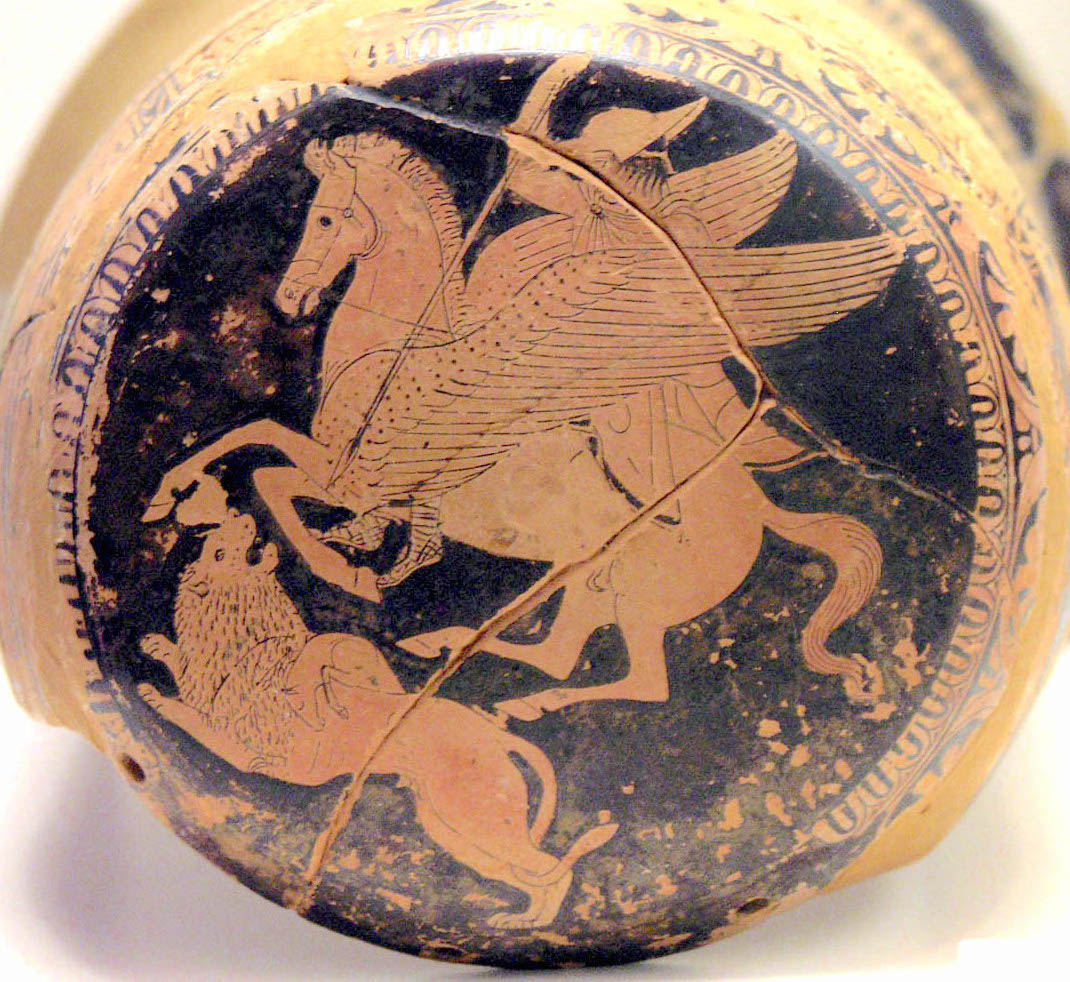
Rappresentazione attica dell'eroe Bellerofonte che cavalca Pegaso e attacca la Chimera: il cavallo alato venne poi coniato nelle monete di Corinto, e in quanto sua discendente, in quelle di Siracusa

Bellerofonte, un eroe di Corinto, aveva preso questo nome perché aveva ucciso il tiranno corinzio Bellero. Divenne leggendario affrontando la Chimera, che egli sconfisse con l'aiuto del cavallo alato Pegaso, il quale venne da lui domato presso la fonte corinzia del Pirene. I Siracusani, in quanto discendenti dei Corinzi, mostrarono nelle loro monete il Pegaso alato, si pensa in memoria di Bellerofonte. L'eroe viene nominato anche da Teocrito in uno dei suoi idilli e viene posto come motivo d'orgoglio per le origini delle siracusane, protagoniste del dialogo. Oltre la possibile lettura numismatica, la leggenda narra anche che Bellerofonte fosse venuto a Siracusa in compagnia di Archia, così come dice il Fazello:
(Fazello e Nannini, Storia di Sicilia, Volume 1, 1817, p. 220.)

#### Telefo e l'uccisione di Archia
Di Telefo sappiamo che fu l'assassino di Archia. In quanto nominato capitano delle sue navi, giunse in terra siracusana e dopo la fondazione della colonia lo tradì, uccidendolo. Pare per motivi di vendetta, poiché narra Plutarco: Telefo fu da giovane cinedo di Archia e nell'uccisione di Atteone aveva rivisto le sue pene, dunque cercò vendetta contro la prepotenza del Bacchiade Archia.

#### Eumelo il poeta
In merito alla possibile presenza di Eumelo di Corinto, Bacchiade anch'esso, è lo scrittore greco antico Clemente Alessandrino a darne notizia. Tuttavia il passo alessandrino risulta di difficile interpretazione, si pensa infatti ad un ambiguo significato in merito al termine "compagno di Archia": termine che potrebbe significare che Eumelo fosse un contemporaneo di Archia, un compagno di viaggio, o addirittura un ecista nell'atto della fondazione. Gli studiosi comunque concordano sul fatto che se mai Eumelo ebbe un compito nella fondazione di Siracusa, fu sicuramente quello di divulgare il patrimonio culturale della madrepatria nella colonia. Secondo gli studi di Manfredi e Braccesi, Eumelo rappresenta per i coloni l'elemento "fisico", la persona da portare come custode del sapere patrio:
(Manfredi, Braccesi, I greci d'Occidente, cap. III, la Spedizione.)

### Il Re Pollio

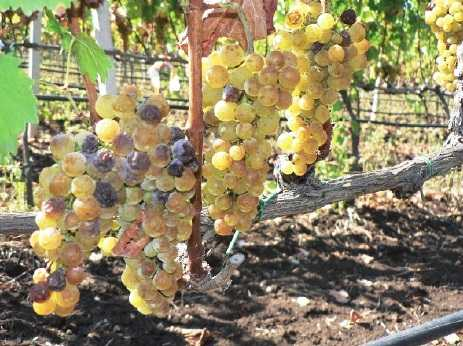
Vigna da cui si ricava il Moscato, introdotto a Siracusa da Pollio

Pollio era il nome di un antico vino siracusano che Claudio Eliano nomina tra quelli più apprezzati dai greci. Egli dice inoltre che questa produzione prese il nome da un arcaico re di Siracusa, tale Pollio, o Pollis o ancora Pollide. Da un frammento di Ippi di Reggio, citato da Ateneo, sappiamo che Pollide era nativo di Argo. Questo mitico re, che per la sua datazione sarebbe dunque il primo dei sovrani aretusei, introdusse, viaggiando dall'Italia in questa terra, la vite eileos (che si attorciglia), detta biblia, la medesima del Pollio, e da questa - sostiene Ateneo - sarebbe nato il più antico dei vini siciliani ed italici, il Biblio da cui deriva l'odierno Moscato di Siracusa.
Eliano definisce l'argivo basileus enchorios e tale ruolo di comando sarebbe stato confermato anche da Giulio Polluce nel suo Onomastikòn, il quale attribuisce ad Aristotele la notizia di questo mitico sovrano, non definendolo però argivo; poiché egli specifica che il nome del vino (il quale sembrerebbe dare origine al basileus e non viceversa) potrebbe trarre le sue radici o da un Pollis di Argo o da quel Pollis re dei Siracusani. Mentre l'Etymologicum Magnum, redatto a Costantinopoli nel 1150 d.C., definisce questo Pollis come tiranno dei Siracusani. Altro su di lui non dicono le fonti antiche.

## Etimologia
Il toponimo Siracusa (in greco antico: Συράκουσαι?, Syrákousai, e in latino Syracusæ, pluralia tantum, appellativo conseguito con il sinecismo) si presenta di difficile analisi e d'incerta origine. In epoca di dominazione spagnola la città era conosciuta come Saragoga, come si può evincere dalla celeberrima mappa di Willem Blaeu.

### Dal siculo
- Secondo la versione di Stefano di Bisanzio, che prende in considerazione il termine siculo Sýraka (Σύρακα) o Syrakō (Συρακώ), l'etimologia del termine sarebbe sempre connessa all'acqua e in particolare alla sua abbondanza[173] in quest'area e alla molteplicità dei fiumi presenti nel bacino siracusano[174][175]. I poeti come Epicarmo sono soliti abbreviare i termini per esigenze stilistiche, infatti nelle sue poesie al posto del termine greco Syrakoúsai (Συρακούσαι) usufruisce di una sua abbreviazione, o del nome da cui deriva, Syrakō (Συρακώ). Esso, data la sua congruenza col termine di origine sicula, se derivato dalla radice, darebbe ulteriore conferma all'ipotesi di Stefano di Bisanzio[176][177].
- Nell'antichità tale bacino comprendeva pure una palude costiera d'acqua salmastra nota come "Il Pantano"[178], sita nell'area oggi nota come "Pantanelli" per l'antica conformazione melmosa del suolo. Tra i più celebri autori che citarono questo specchio d'acqua nelle loro opere si ricordano: Vibio Sequestre[N 17], Teocrito[N 18], Stefano di Bisanzio, Filippo Cluverio, Tucidide e Plutarco[N 19]. Il geografo Marciano di Eraclea così scrisse riguardo a Siracusa:

(Buonanni, Colonna, 1717, p. 137.)
- Un'ipotesi solitaria risulta essere quella formulata dallo scrittore ottocentesco Innocenzio Fulci[179], il quale nella sua opera Lezioni filologiche sulla lingua siciliana afferma che il nome "Siraco" fu dato alla città dai Siculi provenienti dalla Magna Grecia, dove sorgeva un tempo la città di Siris (Σίρις). Qui scorreva il fiume Siris, nella Siritide, località che prese il nome dai Siriti (uno tra i primi popoli greci dell'Italia antica[N 20]). Questi poi, essendo imparentati con i Morgeti (il Fulci riferisce che il re Morgete avesse una figlia di nome Siris[179]), emigrarono con essi in Sicilia e qui fondarono Siracusa[179]. Scrive il Fulci sull'origine del nome della futura polis:

(Innocenzio Fulci, Lezioni filologiche sulla lingua siciliana, pp. 178-179.)

### Dall'indoeuropeo
È stato ipotizzato che il nome derivi da Sur-aku, parola indoeuropea significante "acqua salata", composta dalla radice sū, da cui deriva sūro ("amaro" e "salato" in indoeuropeo, termine che mostra un parallelismo con la radice sura del celtico e un'affinità coll'aggettivo tedesco sauer), con l'aggiunta del suffisso aku o aka.

### Dal greco
Lo storico e archeologo siracusano Vincenzo Mirabella (1570-1624) afferma che la sua patria venne così chiamata per volere dell'ecista Archia, il quale, imponendole il nome di "Siraca", voleva darle il significato di "portare alla quiete". La medesima supposizione è sostenuta dallo storico siciliano Tommaso Fazello (1498-1570), il quale nella sua Historia di Sicilia dice:
(Tommaso Fazello, Le due deche dell'historia di Sicilia..., 1628, Della città di Siracusa, cap. I, p. 72.)

### Dal fenicio
La radice da cui sarebbe derivata la parola Siracusa potrebbe avere, secondo alcuni storici, un'origine orientale, e più precisamente fenicia. Nonostante questa comunanza di opinione, i medesimi studiosi hanno proposto differenti versioni per la traduzione di questo termine:
- Lo studioso francese Samuel Bochart (1599-1667), nella sua opera Geographia Sacra, ha fatto derivare il termine "Siracusa" dal punico Sor-Cosia[185]. Tale nome fenicio può essere reso con più gruppi di termini italiani, che ben evidenziano le caratteristiche delle acque circostanti la città, ossia l'odore sgradevole e l'abbondanza. Ai fini della traduzione, Bochart sceglie il primo, rendendo quel termine come "fetore", nonostante il resto della storiografia in primo luogo accetti ambo le interpretazioni e in secondo luogo appaia più moderata, preferendo forme come "salato" e "amaro" in aggiunta all'"abbondante". Le parole del Bochart sono state aspramente criticate dal filologo e storico olandese Jacques Philippe D'Orville (1696-1751), il quale rammenta che, avendo il vocabolo fenicio due significati, lo storico non possa eleggerne uno solo come principale ignorando l'altra possibilità[186].
- Lo storico Adolf Holm (1830-1900) esclude totalmente l'ipotesi secondo la quale questa radice si riferirebbe all'esistenza di un'antica palude e propone il significato di "luogo orientale"[187][188] Pochi tra gli studiosi trovano una relazione tra Siracusa e il termine di origini arabo maghrebine šuloq, che significa "vento di mezzogiorno", "scirocco"[189].

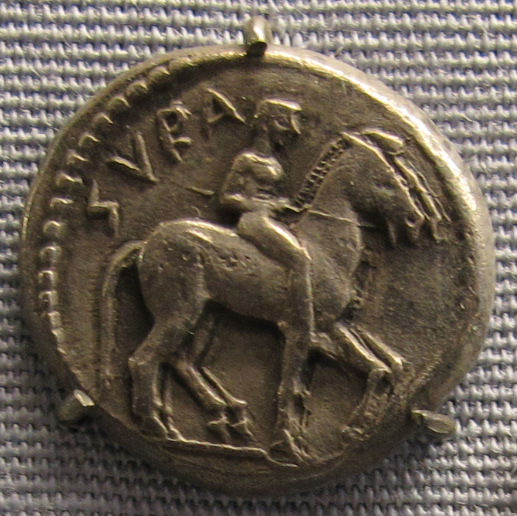
Una delle più antiche monete di Siracusa (530-510 a.C.) con la sola scritta SYRA. Secondo lo studioso di lingue orientali, Giacomo Mezzacasa, quella A in origine sarebbe stata una H e deriverebbe dalla lingua dei fenici

- Nel 1906 appare sull'Archivio storico della Sicilia orientale (curato dalla Società Siciliana per la Storia Patria) l'approfondita ipotesi del religioso e linguista Giacomo Mezzacasa, siciliano d'adozione, il quale sostiene con decisione un'origine semitica, e dunque fenicia, per il toponimo della città aretusea: Mezzacasa - che va specificato non credeva essere realmente esistita la palude di nome Syraka e quindi si dirige verso un altro tipo di ragionamento[190] - parte dal presupposto che bisogna anzitutto dividere la parola che indicava Siracusa, cioè Syrakoussai, in almeno due gruppi, poiché lo impone il trilitterismo semitico (ed è questo il contesto nel quale egli critica l'agire di Adolf Holm sul medesimo termine, ritenendolo del tutto errato), che non tollera una radice di quattro lettere.[190] Quindi lo studioso ottiene piuttosto i gruppi SR-KS e anche SR-H-KS. Da qui Mezzacasa analizza il primo gruppo e ricava il termine Syr, facendo notare come questa parola fosse stata abbondantemente in uso per indicare toponimi del mondo fenicio: la Syrt-ot, ad esempio - le future Syrtes dei latini -, era per i fenici un insieme composto da isole e scogliere del Nord Africa; poco dopo l'Egitto, in Siria, vi era un'altra Syr, appartenuta ai semiti e rifondata con il nome di Saru o Zaru.[190] Syr era anche l'originario nome di Tiro (in alfabeto fenicio  e lingua ebraica detta Ṣōr); la prima capitale di questo popolo, così chiamata con il significato di «città sopra la rocca» o la «rocca».[190] Il Mezzacasa precisa poi come i fenici, che fondarono più di una città di nome Cartagine, avrebbero tranquillamente potuto fare lo stesso con le Syr (ovvero città-rocciose; fortezze sul mare). Il linguista, dal secondo gruppo ottiene la formulazione Qos o Qus, che in antico fenicio indicava la parola «estremo»[190]; interponendo tra questa e la prima parola il complemento di specificazione fenicio, ovvero il termine Ha, Mezzacasa ottiene tre parole: Syr-ha-qus e sostiene vogliano significare rocca d'Occidente (dove estremo sta a indicare coordinate geografiche: dopo di Siracusa vi è l'Oriente, dove nasce il sole, dunque essa rappresenta il punto estremo dell'Occidente, dove il sole tramonta[190]). Infine egli afferma che una prova di questa antica fonetica risieda in Erodoto, il quale, singolarmente, trascrisse il nome della città sostituendo la a di Syra proprio con una h, che pose tra Syr e koussai, facendo leggere: SYR-H-KVSAI.[190]

### Fonti primarie
- Esiodo, Catalogo delle donne.
- Pindaro, Olimpiche; Pitiche, 1821.
- Tucidide, La Guerra del Peloponneso.
- Diodoro Siculo, Bibliotheca historica.
- Strabone, Geografia.
- Plutarco, Moralia.
- Pausania il Periegeta, Periegesi della Grecia.
- Eusebio di Cesarea, Chronicon.
- Stefano di Bisanzio, Etnica.

### Fonti secondarie
Bibliografia specifica su Siracusa
- Fabrizio Nicoletti,  Ortigia nella preistoria., in Fabrizio Nicoletti (a cura di), Siracusa Antica. Nuove prospettive di ricerca, Regione Siciliana, Presidenza, Palermo 2022.
- Vincenzo Mirabella, Delle antiche Siracuse, II, nella stamperia di D. Gio. Aiccardo, 1717, ISBN non esistente.
- Giacome Buonanni e Colonna (Duke of Montalbano.) e Francesco Buonanni (principe di Roccafiorita, duca di Montalbano.), Delle antiche Siracuse, nella stamperia di D. Gio. Aiccardo, 1717, ISBN non esistente.
- Tommaso Gargallo, Memorie Patrie Per Lo Ristori Di Siracusa, II, Stamperia Reale, Napoli, 1791, ISBN non esistente.
- (FR) Antoine Jean Letronne, Essai critique sur la topographie de Syracuse au commencement du cinquième siècle avant l'ère vulgaire, Pelicier, 1812, ISBN non esistente.
- Giuseppe Maria Capodieci, Antichi monumenti di Siracusa, I, 1816, ISBN non esistente.
- Giuseppe Maria Capodieci, Antichi monumenti di Siracusa, II, 1816, ISBN non esistente.
- (DE) Franz Joseph Goeller, De situ et origine Syracusarum ad explicandam Thucydidis potissimum historiam scripsit atque Philisti et Timaei rerum Sicularum fragmenta adjecit, in libr. Weidmannia, 1818, ISBN non esistente.
- Domenico LoFaso Pietrasanta di Serradifalco, Le Antichità della Sicilia: Antichità di Siracusa e delle sue colonie, vol. 4, Giornale Letterario, 1840, ISBN non esistente.
- (DE) Adolf Holm, Francesco Saverio Cavallari e Cristoforo Cavallari, Die Stadt Syrakus im Alterthum, J.H. Ed. Heitz (Heitz & Mündel), 1887, ISBN non esistente.
- Emanuele Ciaceri, La leggenda della colonizzazione etolica di Siracusa - Estratto dall'Archivio Storico per la Sicilia Orientale - Anno XI - Fascicolo III, Officina Tipografica V. Giannotta, 1914, ISBN non esistente.
- Archivio storico siracusano, vol. 13-14, Società Siracusana di Storia Patria, 1967, ISBN non esistente.
- Giuseppe Paolo Di Bella, Ortigia - L'isola mitologica e storica di Siracusa, M.P. Bartolone, 2008, ISBN non esistente.

Bibliografia generica sulla Sicilia greca e sulla storia antica
- Tommaso Fazello, Le due deche dell'historia di Sicilia, tradotto da Remigio Nannini, Appresso Domenico, & Gio. Battista Guerra, fratelli, 1573, ISBN non esistente.
- (LA) Samuel Bochart, Geographia Sacra: Chanaan Seu De Coloniis Et Sermone Phoenicum, II, Cardonelli, 1646, ISBN non esistente.
- Francesco Aprile, Della cronologia universale della Sicilia libri tre del padre Francesco Aprile .., nella stamperia di Gaspare Bayona, 1725, ISBN non esistente.
- Onorato Bres, Pietro Ruga e Charles-Etienne Gaucher, Malta antica illustrata co' monumenti, e coll'istoria dal prelato Onorato Bres votante di signatura di giustizia di sua Santita, .., nella Stamperia De Romanis, 1816, ISBN non esistente.
- (LA) Virgilio, A.J. Valpy, P. Virgilii Maronis Opera Omnia Ex Editione Heyniana: Cum Notis Et Interpretatione in Usum Delphini, Variis Lectionibus, Notis Variorum, Excursibus Heynianis, Recensu Editionum Et Codicum Et Indice Locupletissimo Accurate Recensita, vol. 5, curante et imprimente A.J. Valpy, 1819, ISBN non esistente.
- Girolamo Pozzoli, François-Noël Babeuf, Felice Romani e Antonio Peracchi, Dizionario d'ogni mitologia e antichità, III, Batelli, 1822, ISBN non esistente.
- Scipione Maffei, Storici minori volgarizzati ed illustrati. Tomo 1. [-4]: 2, vol. 2, tipi di Francesco Sonzogno q.m Gio. Batt.a, Stradone a S. Ambrogio, 1828, ISBN non esistente.
- (EN) Walter Raleigh, Thomas Birch e William Oldys, The history of the world, VI, Oxford, at the university press, 1829, ISBN non esistente.
- Giuseppe Alessi, Storia critica di Sicilia, dall'epoca favolosa insino alla caduta dell'Impero romano scritta dal cav. Giuseppe Alessi: Dai tempi favolosi sino all'arrivo delle greche colonie, I, Dai torchi dei regj studj a cura di Salvatore Sciuto, 1834, ISBN non esistente.
- Dizionario universale della lingua italiana, ed insieme di geografia (antica e moderna), mitologia, storia (sacra, politica ed ecclesiastica), ... preceduto da una esposizione grammaticale ragionata della lingua italiana di Carlo Ant. Vanzon: M-N-O, vol. 4, dalla stamperia di Paolo Vannini, 1836, ISBN non esistente.
- Guglielmo Capozzo, Memorie su la Sicilia, Tipografia di Bernardo Virzi, 1840, ISBN non esistente.
- Giuseppe Alessi, Storia critica di Sicilia, dall'epoca favolosa insino alla caduta dell'Impero romano scritta dal cav. Giuseppe Alessi: 3.1. Dalla guerra degli ateniesi infino all'epoca del secondo Gerone in cui vennero i romani in Sicilia, III, Dai torchi dei regj studj a cura di Salvatore Sciuto, 1843, ISBN non esistente.
- Atto Vannucci, Storia d'Italia dai tempi più antichi, vol. 2, Poligrafia Italiana, 1855, ISBN non esistente.
- Charles Marie Wladimir Brunet de Presle, Storia patria statistica letteraria ovvero Stabilimento de' greci in Sicilia, Società libraria, 1862, ISBN non esistente.
- (ES) Juan Bautista Carrasco, Mitología universal, Gaspar y Roig (Madrid), 1864, ISBN non esistente.
- (LA) Dizionario corografico dell¢Italia: opera illustrata da circa 1000 armi comunali colorate e da parecchie centinaia di incisioni intercalate nel testo rappresentanti i principali monumenti d¢Italia. Sa - Sz, vol. 7, Vallardi, 1869, ISBN non esistente.
- Arnaldo Foresti, Saggi sulle fonti della epopea greca, N. Zanichelli, 1889, ISBN non esistente.
- Pietro Ottorino Pianigiani, Che cosa significa il mio nome?: Saggio etimologico dei nomi propri con una Appendice sopra alcune voci ed espressioni straniere entrate nell'uso, Tipo-Lito U. Rocchi, 1911, ISBN non esistente.
- Luigi Pareti, Studi minori di storia antica, Preistoria e storia antica, I, 1958, ISBN non esistente.
- Moses Finley, Storia della Sicilia antica, Laterza, 1968, ISBN 88-420-2532-1.
- (EN) Molly Miller, The Sicilian Colony Dates, SUNY Press, 1970, ISBN 9780873950497.
- (DE) Felix Jacoby, Das Marmor Parium, Ares, 1980, ISBN non esistente.
- Emilio Gabba e Georges Vallet, La Sicilia antica: pt. 1. Indigeni, Fenici-Punici e Greci, Società editrice storia di Napoli e della Sicilia, 1980, ISBN non esistente.
- Santi Correnti, Ecologia e storia in Sicilia, CUECM, 1984, ISBN non esistente.
- Luigi Gallo, Colonizzazione, demografia e strutture di parentela, Publications de l'École française de Rome, 1983, ISBN non esistente.
- Giovan Battista Pellegrini, Toponomastica italiana: 10000 nomi di città, paesi, frazioni, regioni, contrade, fiumi, monti spiegati nella loro origine e storia, HOEPLI EDITORE, 1990, ISBN 9788820318352.
- Karl Otfried Müller, Prolegomeni ad una mitologia scientifica, 1825 - tradotto da Luciano Andreotti, Guida Editori, 1991, ISBN 9788878350823.
- Lorenzo Braccesi, Hesperìa: studi sulla grecità di occidente, III, L'ERMA di BRETSCHNEIDER, 1993, ISBN 9788870628098.
- Alessandra Coppola, Archaiologhía e propaganda: i Greci, Roma e l'Italia, L'ERMA di BRETSCHNEIDER, 1995, ISBN 9788870629255.
- Francesco Carubia, Autori classici greci in Sicilia, Boemi, 1996, ISBN non esistente.
- Valerio Massimo Manfredi e Lorenzo Braccesi, I Greci d'occidente., Arnoldo Mondadori Editore, 1996, ISBN 978-88-04-48060-0
- Lorenzo Braccesi, Hesperia 9, L'ERMA di BRETSCHNEIDER, 1998, ISBN 9788882650087.
- Moses Israel Finley e Ettore Lepore, Le colonie degli antichi e dei moderni, Donzelli Editore, 2000, ISBN 9788879895712.
- Lorenzo Braccesi e Giovanni Millino, La Sicilia greca, Carocci, 2000, ISBN 88-430-1702-0.
- Amedeo Tullio, Itinerari archeologici in Sicilia, Dario Flaccovio Palermo, 2002, ISBN 9788874424979.
- Nicola Bonacasa, Lorenzo Braccesi, e Ernesto De Miro, La Sicilia dei due Dionisî: atti della Settimana di studio, Agrigento, 24-28 febbraio 1999, L'ERMA di BRETSCHNEIDER, 2002, ISBN 9788882651701.
- Federica Cordano e Massimo Di Salvatore, Il Guerriero di Castiglione di Ragusa: greci e siculi nella Sicilia sud-orientale: atti del Seminario, Milano, 15 maggio 2000, L'ERMA di BRETSCHNEIDER, 2002, ISBN 9788882651633.
- Rosa Maria Albanese, Sicani, siculi, elimi: forme di identità, modi di contatto e processi di trasformazione, Longanesi, 2003, ISBN 9788830416840.
- Università degli studi di Catanzaro "Magna Græcia.", Magna Graecia. Archeologia di un sapere. Catalogo della mostra (Catanzaro, 19 giugno-31 ottobre 2005), Electa, 2005, ISBN 9788837036324.
- G. Dato, Da Beirut a Noto. Patrimonio archeologico e pianificazione urbanistica. Studi e ricerche nei paesi del Mediterraneo, 2005, ISBN 9788887669459.
- Cinzia Bearzot e Franca Landucci Gattinoni, Argo, Vita e Pensiero, 2006, ISBN 9788834313879.
- (FR) François de Polignac, La naissance de la cité grecque: Cultes, espace et société, VIIIe-VIIe siècles, 1984, LA DECOUVERTE, 2010, ISBN 9782707155375.
- Vincenzo Di Benedetto, Odissea, Bur, 2010, ISBN 9788858649046.
- Giovanna De Sensi Sestito e Maria Intrieri, Corcira fra Corinto e l'Occidente: rapporti e sincronismi di colonizzazione in Sulla rotta per la Sicilia: l'Epiro, Corcira e l'Occidente, ETS, 2011, ISBN 9788846730916.
- Francesca Berlinzani, Convivenze etniche, scontri e contatti di culture in Sicilia e Magna Grecia, Tangram Ediz. Scientifiche, 2012, ISBN 9788864580555.
- Melchiorre Trigilia, I Viaggi e i Luoghi di Ulisse in Sicilia, 2014, ISBN non esistente.